# 大和路線
大和路線（やまとじせん）は、西日本旅客鉄道（JR西日本）関西本線のうち、電化区間である京都府木津川市の加茂駅から大阪府大阪市浪速区のJR難波駅までの区間に付けられた愛称である。

## 概要
大阪市と奈良市・京都府南部を結ぶ、大阪への通勤・通学路線であり、また奈良へ向かう観光路線でもある。JR西日本のアーバンネットワークの路線の一つであり、ラインカラーは緑（■）で、選定理由は「古都の落ち着いたイメージと新しい開発エリアのイメージ」である。路線記号は Q であるが、木津駅 - 奈良駅間は奈良線の列車が乗り入れるため、重複して D も付与されている。
沿線の地形は変化に富んでおり、加茂駅 - 木津駅間は笠置山地の山麓部、木津駅 - 王寺駅間は奈良盆地の田園地帯、王寺駅 - 柏原駅間では生駒山地と金剛山地の間に挟まれた大和川沿いの渓谷、柏原駅 - JR難波駅間は大阪平野の市街地や住宅地の中を走る。
大和路線は、同じく大阪市と奈良市を結ぶ近畿日本鉄道（近鉄）奈良線（大阪難波駅 - 近鉄奈良駅間）とは経路が大きく異なる。近鉄奈良線が生駒山地を新生駒トンネルで抜けて両都市間をほぼ直線で結んでいるのに対して、大和路線は大和川に沿うように南側へ生駒山地を迂回する経路となっており、近鉄線よりも大回りとなっている。このため近鉄とは途中区間では競合していないが、JRの奈良駅が近鉄奈良駅と比べて奈良市の中心部からやや離れていることもあって、大阪市 - 奈良市間においては近鉄奈良線が有利な状況になっている。JR西日本は大阪環状線に直通して大阪駅（梅田）に至る大和路快速を設定するなどして近鉄に対抗している。奈良駅 - JR難波駅間の2019年（平成31年・令和元年）度の1日の平均利用者は68,043人で、近鉄奈良線（近鉄奈良駅 - 大阪難波駅間）の150,449人や近鉄大阪線（大和高田駅 - 大阪上本町駅間）の127,356人と比べて少ない。

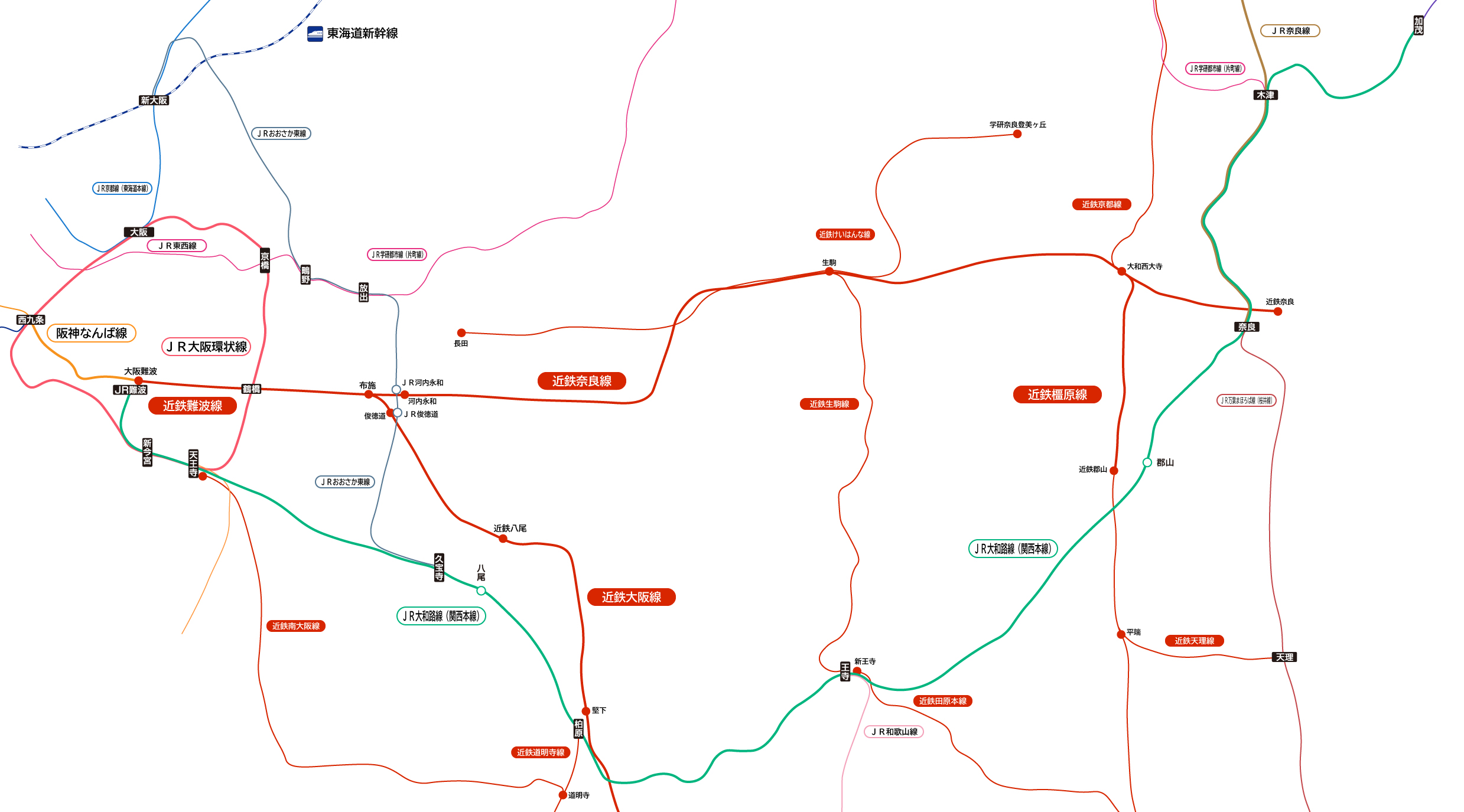
大和路線と近鉄各線との位置関係

2004年（平成16年）の近畿交通審議会答申第8号では「輸送力の強化等によるサービス向上に資する事業」として、加茂駅 - 木津駅間の複線化が盛り込まれたが、複線化の動きはない。しかし、この区間がダイヤ構成上のネックとなっている。
全区間を近畿統括本部が管轄しており、旅客営業規則の定める大都市近郊区間「大阪近郊区間」、奈良駅 - JR難波駅間が電車特定区間に指定されており、区間外より割安な近距離運賃設定となっている。また、全線がIC乗車カード「ICOCA」のエリアに含まれている。

### 路線データ
- 管轄（事業種別）：西日本旅客鉄道（第一種鉄道事業者）
- 路線距離（営業キロ）：加茂駅 - JR難波駅間 54.0 km
- 軌間：1,067 mm
- 駅数：22（起終点駅含む）
- 複線区間：
  - 複々線：天王寺駅 - 新今宮駅間[注 1]
  - 複線：木津駅 - 天王寺駅・新今宮駅 - JR難波駅間[注 1]
  - 単線：加茂駅 - 木津駅間
- 電化区間：全線電化（直流1500 V）
- 閉塞方式：自動閉塞式
- 保安装置：
  - 加茂駅 - 王寺駅間：ATS-PおよびATS-SW（拠点P）[7]
  - 王寺駅 - JR難波駅間：ATS-P（全線P[8]）
- 運転指令所：大阪総合指令所
- 運行管理システム：大阪環状・大和路線運行管理システム
- 最高速度
  - 加茂駅 - 奈良駅間・天王寺駅 - JR難波駅間：95 km/h
  - 奈良駅 - 天王寺駅間：120 km/h
- IC乗車カード対応区間：
  - ICOCAエリア：加茂駅 - JR難波駅間（PiTaPaポストペイサービス対象区間）
- 2020年度の混雑率：快速列車 84%（久宝寺駅→天王寺駅 7:25-8:25）、普通列車 94%（東部市場前駅→天王寺駅 7:40-8:40）[9]

## 運行形態

### ダイヤ
2022年（令和4年）3月改正時点でのダイヤは以下の通りである。

#### 平日朝ラッシュ時間帯下り（大阪方面）
1時間当たり、おおむね大阪環状線直通の区間快速が5本、おおさか東線直通の直通快速が2本、JR難波駅行きの快速が5本、普通が5本運転される。
かつては、快速と普通の本数が1：1であったが、需要に応じて、2：1に見直された。

#### 昼間時間帯
1時間当たり、大阪環状線 - 加茂駅間の大和路快速が1本、大阪環状線 - 奈良駅間の大和路快速が3本、JR難波駅 - 王寺駅間の普通が4本運転される。久宝寺駅で大和路快速と普通が接続する。また王寺駅で普通と大和路快速を乗り継げる。

#### 夕ラッシュ時間帯上り（奈良方面）
1時間当たり、大阪環状線直通の区間快速が4本、おおさか東線直通の直通快速が1本、JR難波駅発の快速が2本、普通が6本運転される。一部の区間快速・快速は王寺駅で分割し和歌山線に直通して高田駅・五条駅まで運転される。久宝寺駅で快速・区間快速と普通が接続する。また王寺駅で普通と快速・区間快速を乗り継げる。

### 列車種別
特急・大和路快速・快速・区間快速・直通快速・普通が運転されている。
各種快速はいずれも、王寺駅 - 奈良駅・加茂駅間および直通先の和歌山線・桜井線（万葉まほろば線）内は各駅に停車する。また直通先の大阪環状線を一周する天王寺行きの列車は混乱のないように天王寺までは西九条・大阪方面として案内される。
このほかに、木津駅 - 奈良駅間では奈良線のみやこ路快速・快速・区間快速・普通の全列車と片町線（学研都市線）の快速・区間快速の2往復が、新今宮駅 - 天王寺駅間では阪和線の「はるか」「くろしお」といった関西国際空港や南紀方面への特急や、関空快速・紀州路快速・快速などが、それぞれ乗り入れている。これらの列車についてはそれぞれの路線や列車の項を参照のこと。 
| 種別＼駅名   | 加茂  | 木津 | 木津 | …   | 奈良 | 奈良 | …   | 王寺 | 王寺 | …   | 新今宮 | 新今宮 | …           | JR難波      |             |
| ------------ | ----- | ---- | ---- | --- | ---- | ---- | --- | ---- | ---- | --- | ------ | ------ | ----------- | ----------- | ----------- |
| 大和路快速   | 1本   | 1本  | 1本  | 1本 | 1本  | 1本  | 1本 | 1本  | 1本  | 1本 | 1本    | 1本    | →大阪環状線 | →大阪環状線 | →大阪環状線 |
| 大和路快速   |       |      |      |     | 3本  |      |     |      |      |     |        |        | →大阪環状線 | →大阪環状線 | →大阪環状線 |
| 普通         |       |      |      |     |      |      |     |      | 4本  | 4本 | 4本    | 4本    | 4本         | 4本         |             |
| みやこ路快速 | ←京都 | 2本  | 2本  | 2本 | 2本  |      |     |      |      |     |        |        |             |             |             |
| 奈良線普通   | ←京都 | 2本  | 2本  | 2本 | 2本  |      |     |      |      |     |        |        |             |             |             |

#### 特急
大和路線系統としての特急列車は、平日に梅田貨物線・大阪環状線を経て当線に直通する通勤特急「らくラクやまと」と、土曜・休日におおさか東線を経て当線に直通する「まほろば」が運行されている。

##### らくラクやまと

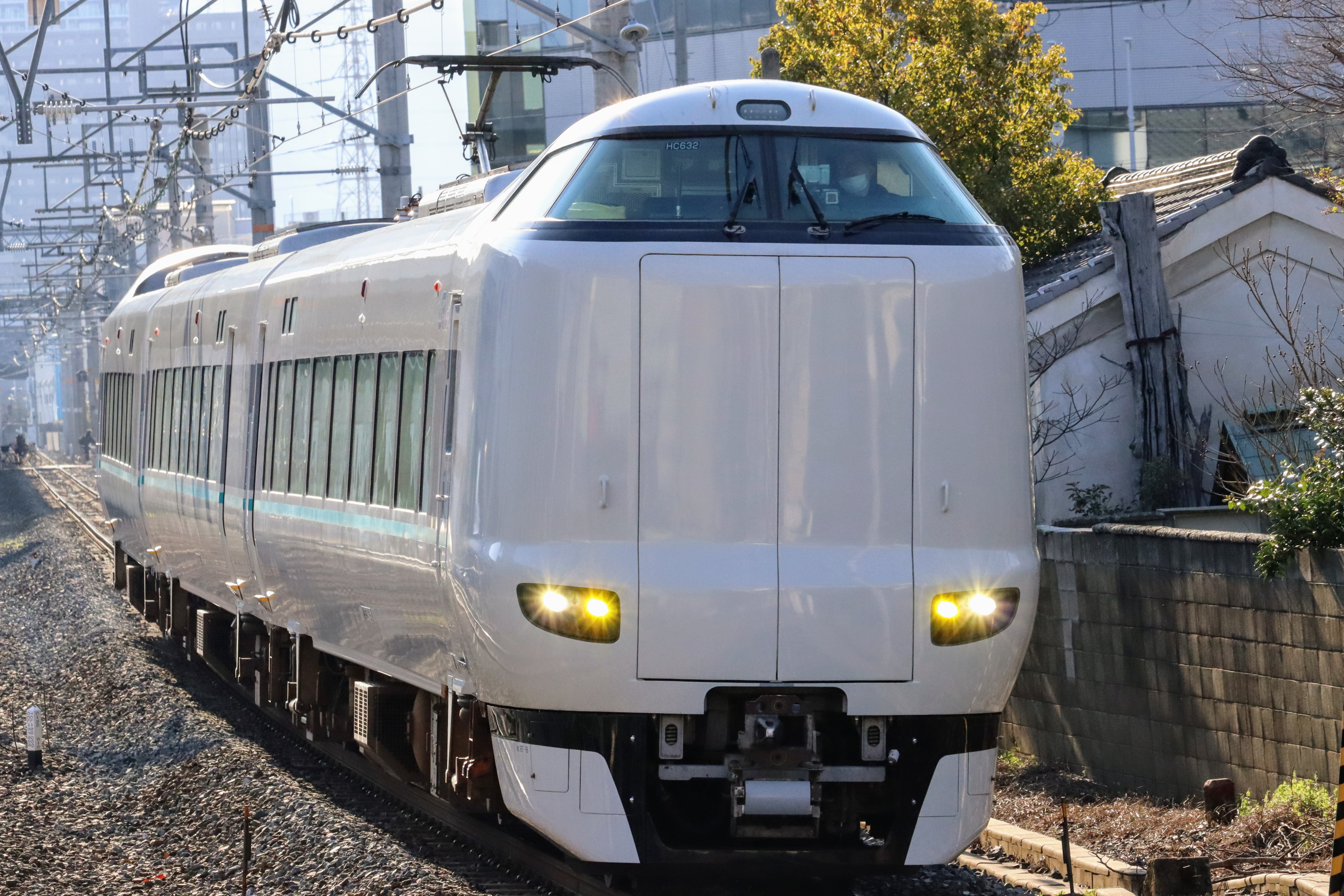
特急「らくラクやまと」

「らくラクやまと」は平日のみ設定されており、朝に奈良発新大阪行きが1本、夜に新大阪発奈良行きが1本運転される。使用車両は287系3両編成である。
特急列車ではあるものの、大和路線内は新今宮駅を通過し、快速列車が停車しない柏原駅・八尾駅に停車する。

##### まほろば
「まほろば」は土曜・休日のみ設定されており、朝に大阪発奈良行きが1本、夕方に奈良発大阪行きが1本運行されている。使用車両は683系3両編成である。また、2025年（令和7年）3月15日 - 10月13日の間は、大阪・関西万博に合わせ、臨時列車として1往復（91・92号）が追加で運行される。
2019年（令和元年）から土休日を中心に運行する臨時特急列車として運転されており、2025年（令和7年）3月15日のダイヤ改正で定期列車となった。
なお特急「まほろば」は、2010年（平成22年）に大阪環状線経由で運行されたことがある（「平城遷都1300年祭の対応」の節を参照）。

#### 大和路快速

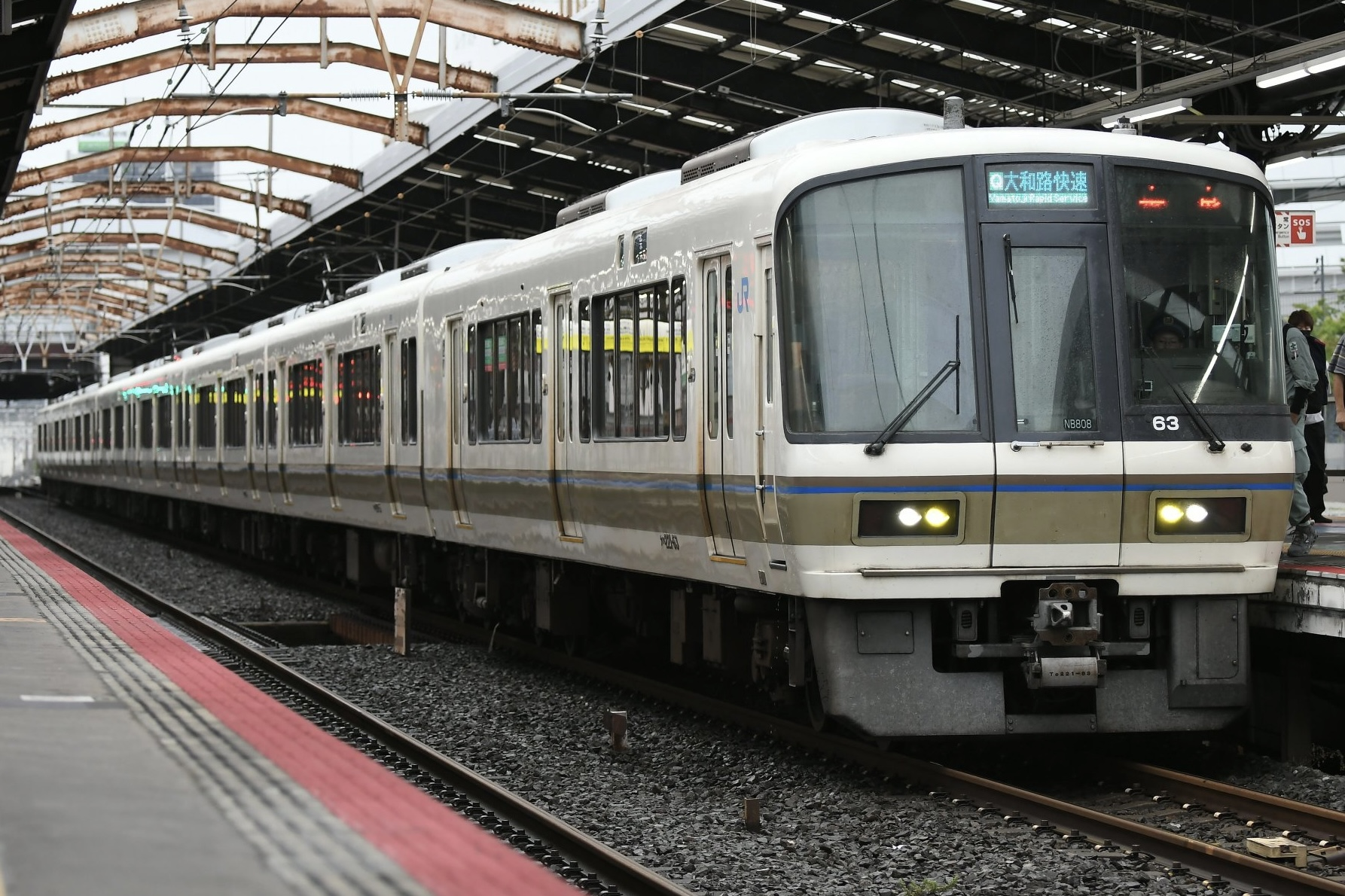
221系による大和路快速

大和路快速は大阪環状線に直通して大阪環状線 - 新今宮駅 - 奈良駅・加茂駅間で運行されている。天王寺駅では大阪環状線ホームに発着し、大阪環状線を一周して再び天王寺駅を通り大和路線へ入る運転系統となっているが、京橋駅発着の列車も設定されている。大阪環状線内では、天王寺駅 - 京橋駅 - 大阪駅間は各駅に停車し、大阪駅 - 弁天町駅 - 新今宮駅間は快速運転を行う。大阪駅 - 加茂駅間では福島駅・西九条駅・弁天町駅・大正駅・新今宮駅・天王寺駅・久宝寺駅・王寺駅からの各駅に停車する。
日中と土休日ダイヤの夜間は1時間に4本（奈良駅 - 加茂駅間は1 - 2本）が運行されている。関西本線と大阪環状線を直通する快速列車は1973年10月7日から運転されており、当初は休日のみであったが、1974年（昭和49年）7月20日からは平日の日中にも20分間隔で運転されるようになった。「大和路快速」の名が付いたのは1989年（平成元年）3月11日からで、この列車名は公募で付けられた。その後大阪ステーションシティのグランドオープンに先駆けて行われた2011年3月12日のダイヤ改正で1時間あたり4本に増発され（ただしこのとき、奈良駅 - 加茂駅間は逆に毎時3本が2本へ減便となった）、8両編成での運用も増えた。2015年（平成27年）3月14日のダイヤ改正では土休日の運転時間帯が21時台まで拡大された。
土曜・休日ダイヤの一部列車は、王寺駅で後ろの編成を分割し、和歌山線高田・五条方面へ直通運転をしている。加茂駅発着の列車の半数は加茂駅で関西本線伊賀上野・亀山方面の列車と相互接続を行う。過去には桜井線経由の定期列車も存在していた。
基本的に久宝寺駅で普通列車に接続する。また王寺駅では同駅折り返しの普通列車に接続する。
全列車221系を使用し、2020年（令和2年）3月14日のダイヤ改正より全列車8両編成で運転されている。
最高速度は後述の直通快速と同様120 km/h運転である。
2024年（令和6年）3月16日のダイヤ改正より、土曜・休日朝時間帯の大阪方面行きの一部列車（加茂駅6時43分発・7時43分発・8時41分発）に有料座席サービス「快速 うれしート」が導入された。設定区間は加茂駅 - 天王寺駅間のみで、直通先の大阪環状線内はサービス適用外となる。

#### 区間快速
大阪環状線に直通して大阪環状線 - 新今宮駅 - 奈良駅・加茂駅間で、平日ダイヤの朝・夕ラッシュ時間帯と土休日ダイヤの夜間に運行されている。大阪環状線内は各駅に停車し、大和路線では、大和路快速と同じく天王寺駅、久宝寺駅と王寺駅からの各駅に停車する。大阪環状線内の発着駅は天王寺駅または京橋駅であり、平日・休日ダイヤともに王寺駅で後ろ（天王寺寄り）の4両を分割し和歌山線高田駅や五条駅へ直通する列車もある。全列車8両編成で221系が使用される。2016年（平成28年）9月までは吹田総合車両所奈良支所所属の103系4両編成を2本併結した8両編成や森ノ宮支所所属の103系・201系の運用もあった。
夕方・夜間の奈良駅・加茂駅発の一部列車は新今宮駅で阪和線方面からの特急列車の通過待ちを行う。
大阪環状線に直通する区間快速は1989年（平成元年）3月11日に運転を開始し、当初は夜間のみの運転であったが、1990年（平成2年）3月10日からは朝ラッシュ時にも運転されるようになった。
2023年（令和5年）10月23日より、平日朝ラッシュ時間帯の大阪方面行き列車のうち2本（加茂駅6時29分発・7時29分発）において、有料座席サービス「快速 うれしート」が導入された。大和路快速同様、設定区間は加茂駅 - 天王寺駅間のみで、直通先の大阪環状線内はサービス適用外となる。2024年（令和6年）3月16日のダイヤ改正より、奈良駅6時36分発の列車にも設定された。

#### 直通快速

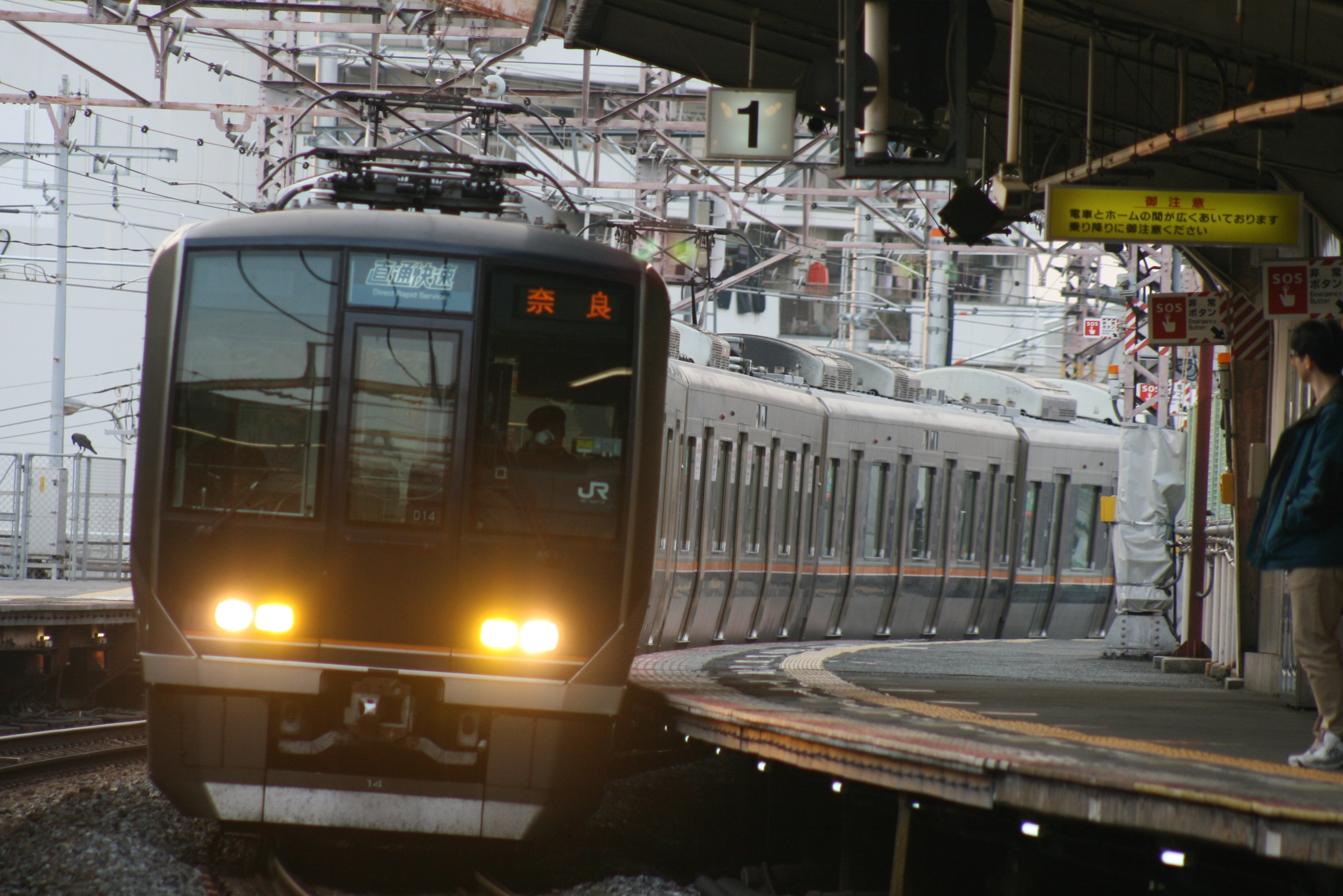
321系による直通快速

直通快速は、2008年（平成20年）3月15日のおおさか東線部分開業により設定された列車である。おおさか東線が全線開業した2019年（平成31年）3月16日からは、おおさか東線経由で奈良駅 - 新大阪駅間において運転され、2023年（令和5年）3月18日からは大阪駅（うめきたエリア）地下ホームに乗り入れている。平日は朝に大阪行きが4本と夕方に奈良行きが4本、土休日は朝夕に2往復ずつ運転されている。停車駅は奈良駅 - 王寺駅の各駅と久宝寺駅・JR河内永和駅・高井田中央駅・放出駅・城北公園通駅・JR淡路駅・新大阪駅・大阪駅である。2023年（令和5年）3月18日のダイヤ改正より221系8両編成が使用されている。改正前までは網干総合車両所明石支所所属の207系と321系が使用されていた。
2019年（平成31年）3月15日まではおおさか東線・学研都市線・JR東西線経由で奈良駅 - 尼崎駅間の運転で、運行本数は毎日朝に尼崎行きが4本と夕方に奈良行きが4本、停車駅は奈良駅から王寺駅の各駅と久宝寺駅、放出駅、京橋駅から尼崎駅の各駅であった。
直通快速の運転開始により、朝の奈良方面から天王寺方面に直通する列車が減少するため、奈良発尼崎行きは、平日ダイヤの4本中3本が久宝寺駅で後述の柏原発の快速JR難波行きに、平日ダイヤの残りの1本と休日ダイヤの4本中2本が王寺駅と久宝寺駅で和歌山線からの快速JR難波行きに、休日ダイヤの残りの2本が王寺駅と久宝寺駅で王寺発の快速JR難波行きに同一ホームで乗り換えができるようダイヤが組まれていた。
運転開始当初は宮原総合運転所（現：網干総合車両所宮原支所）所属の223系6000番台が使用されていたが、北新地駅のホームドア設置に対応するため2011年（平成23年）3月11日の奈良行きから207系に置き換えられた。2012年（平成24年）3月のダイヤ改正からは321系も使用されている。2019年（平成31年）の運転区間変更後も、新たに停車するようになったJR河内永和駅に4ドア車用のホーム柵が設置されていたこと（現在は撤去済み）や、直通快速は大和路線内では大和路快速と同様に120 km/h運転をすることから、引き続き207系・321系を使用していた。
2023年（令和5年）10月23日からは、平日朝ラッシュ時間帯の大阪行き列車のうち2本（奈良駅7時06分発・7時30分発）において、有料座席サービス「快速 うれしート」が導入された。区間快速と異なり、設定区間は全区間となる。2024年（令和6年）3月16日のダイヤ改正より、対象列車が土曜・休日ダイヤを含めた大阪方面行き全列車となった。2024年（令和6年）10月5日より奈良方面行き列車にも設定され、全列車に「快速 うれしート」が導入された。

#### 快速
快速は、大和路快速とともに速達輸送を担う列車である。朝と夕方・夜間に、JR難波駅 - 王寺駅・奈良駅・加茂駅間で運転される。和歌山線に直通する列車のうち、夕ラッシュ時の一部の列車は、奈良行きと連結（多層建て列車）して王寺駅で切り離しを行っており、この場合に限り221系が限定運用されている。なお、朝ラッシュ時には桜井線（万葉まほろば線）から直通列車が運転されており、過去には夕方の桜井線直通列車や和歌山線橋本方面に直通する列車も設定されていた。天理教の祭典があるときは桜井線の天理駅まで臨時延長される列車がある。
停車駅は、JR難波駅・新今宮駅・天王寺駅・久宝寺駅と王寺駅からの各駅である。
2024年（令和6年）3月17日のダイヤ改正まではラッシュ時には吹田総合車両所奈良支所所属の201系6両編成（ウグイス色）も運用に入る事があった。
2011年（平成23年）3月12日のダイヤ改正では日中時間帯のダイヤでJR難波駅 - 王寺駅間は1時間4本（15分間隔）に増発され、高田駅発着は2本（30分間隔）に変更された。2014年（平成26年）3月15日のダイヤ改正で、日中時間帯の王寺駅発着の系統が廃止され、この時間帯は現行の1時間2本に削減された。2015年3月14日のダイヤ改正では大阪環状線からの直通（大和路快速・区間快速）が増発された一方で夕方以降も1時間2本に減便された。また土休日ダイヤでは19時台から20時台にかけて運転されない時間帯も出てきている。2020年（令和2年）3月14日のダイヤ改正で日中の高田駅に直通する快速は廃止された。
2008年（平成20年）3月15日のダイヤ改正で一部の快速を振り替えて直通快速を設定したことから、本数減となる久宝寺駅から天王寺・JR難波方面への救済として、快速停車駅ではない柏原駅を始発駅とするJR難波行きの快速が平日朝に3本設定された。この快速は、3本とも久宝寺駅で直通快速尼崎行きと同一ホームで乗り換えができるようになっており、奈良・王寺方面から直通快速を利用しても久宝寺駅乗り換えで天王寺・JR難波方面へもアクセスできるよう配慮されている。2011年（平成23年）3月11日までは森ノ宮電車区所属の201系または103系の8両編成が使用されていたが、翌12日に行われたダイヤ改正後初の平日である14日からはすべて221系8両編成で運転されるようになった。なお、2019年（平成31年）3月16日のダイヤ改正で直通快速が新大阪駅発着へと変更されたと同時に運転時刻も変更されたため、柏原始発の快速は1本減便され2本となっている。しかし、2022年（令和4年）3月12日のダイヤ改正で柏原駅始発の快速は廃止された。
2020年（令和2年）から土休日ダイヤのみ朝2本は京都駅まで運行する（奈良からみやこ路快速）。
2024年（令和6年）10月5日（実際の設定開始は10月7日）より、平日夕方時間帯の奈良方面行き列車に「快速 うれしート」が導入された。

##### 快速列車の種別と停車駅
JR難波駅（湊町駅）- 加茂駅間での快速列車は、1961年（昭和36年）12月10日から湊町駅 - 奈良駅間で運転を開始した気動車による「快速」である。日中1時間あたり2往復で、天王寺駅・王寺駅・郡山駅のみに停車して最速39分で運転を行っており、柘植駅・亀山駅へ直通する快速（奈良駅以東は各駅に停車）も1時間に1往復運転されていた。1973年（昭和48年）10月1日に法隆寺駅が停車駅に加わり、1978年（昭和53年）10月2日に大和小泉駅も停車駅に加えられた（停車駅に追加されるまでは、一部の列車も停車していた）。
1988年（昭和63年）3月13日から日中の快速は大和小泉駅・郡山駅を通過するようになり、1989年（平成元年）3月11日のダイヤ改正で大阪環状線に直通する区間快速の運転開始に伴い、大和小泉駅・郡山駅に停車する快速を区間快速に変更した。1997年（平成9年）3月8日のダイヤ改正で大和小泉駅・郡山駅にすべての快速列車が停車するようになり、大阪環状線にも今宮駅が開業して大阪環状線に直通する区間快速は同駅に停車するようになった。これにより、JR難波駅発着と大阪環状線直通の「区間快速」と停車パターンが違う事象が発生したが、おおさか東線部分開業による2008年（平成20年）3月15日のダイヤ改正で、JR難波駅発着の「区間快速」は再び「快速」を名乗ることとなった。
1997年（平成9年）3月8日のダイヤ改正で「快速」が「区間快速」となった後でも、奈良電車区所属の103系には「快速」の幕は残された。これは平日の朝ラッシュに運転される奈良発桜井駅・高田駅経由の区間快速JR難波行きのうちの1本で使われていた103系または201系の方向幕に「区間快速 桜井・高田経由JR難波」の幕が入っていないためであり、該当列車は「快速 桜井・高田経由JR難波」と表示して運転されていた。これは、2008年（平成20年）3月15日のダイヤ改正でJR難波駅発着の区間快速が快速に種別が変更されるまで続けられていた。

#### 普通

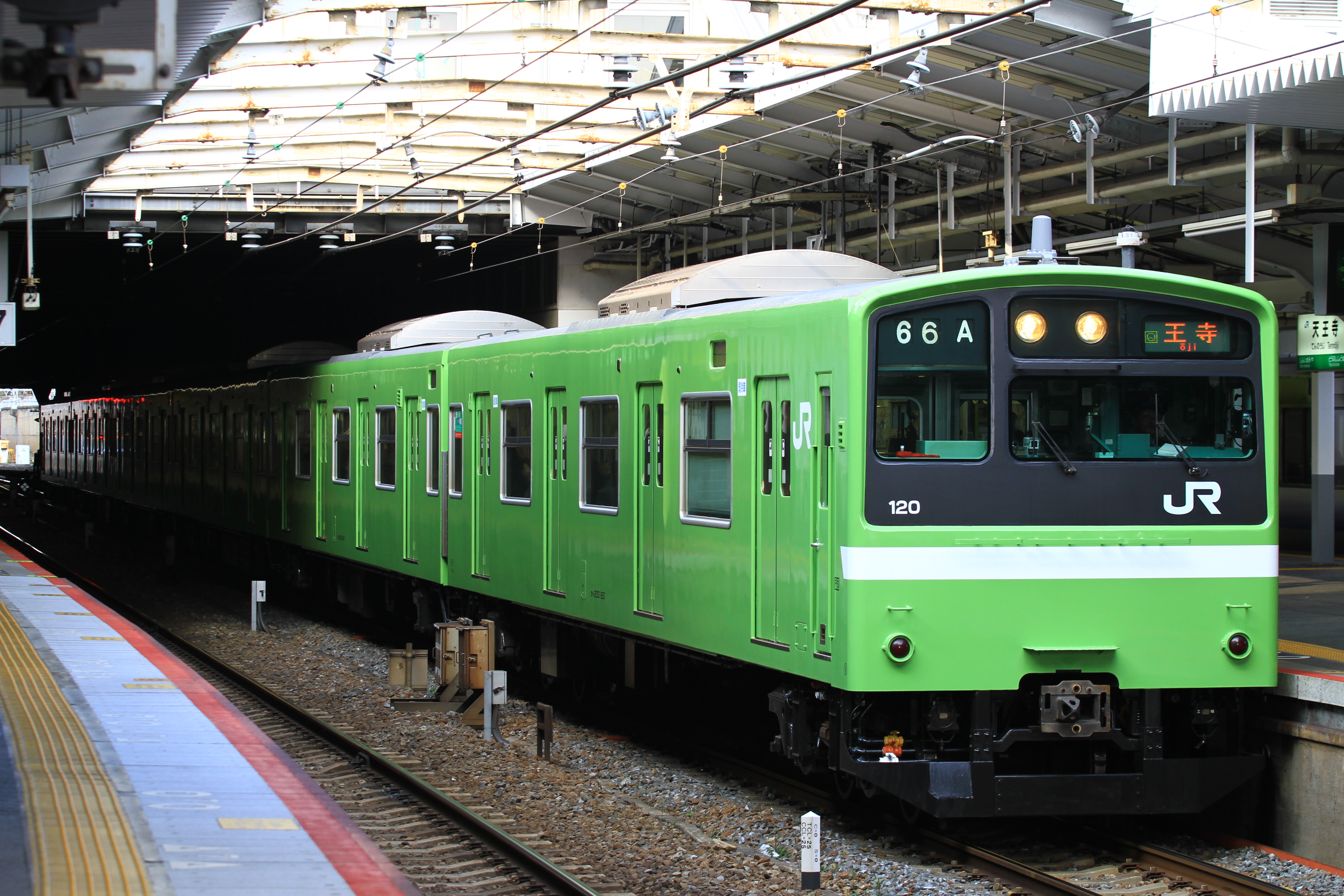
201系による普通

普通は全区間で各駅に停車する列車で、JR難波駅 - 王寺駅間で終日運転されている。王寺駅 - 奈良駅・加茂駅間は大和路快速・区間快速が各駅に停車するため、大和路快速・区間快速が普通列車の役割を担う。
日中時間帯はJR難波駅 - 王寺駅間で1時間に4本運行されている。この時間帯は天王寺駅で関空快速・紀州路快速と、久宝寺駅・王寺駅で大和路快速と接続するダイヤが組まれている。朝晩には柏原駅・奈良駅・加茂駅発着や和歌山線高田駅発着の列車がある。また、運用上の都合で、奈良駅 - 加茂駅間の区間列車や、早朝にJR難波発京都行きの列車（奈良駅からは奈良線の区間快速となる）もあるが、逆の京都駅から奈良駅を経由してJR難波方面に乗り入れる列車はない（いわゆる片乗り入れ）。2011年（平成23年）3月11日までは平日の朝に天王寺駅で折り返す列車も存在していた。
日中の運行系統は、1995年（平成7年）9月30日のダイヤ改正で、柏原駅折り返しの系統の大半が王寺駅まで延長され、JR難波駅 - 王寺駅間が6本となった。1996年（平成8年）3月16日のダイヤ改正で、日中の快速のうち1時間に1本が和歌山線高田駅発着に変更されたことに伴い、普通の1本が奈良駅まで延長された。1997年（平成9年）3月8日のダイヤ改正で、日中の区間快速（当時）がすべて高田行きとなったことに伴い、さらに普通の2本が奈良駅まで延長され、王寺駅・奈良駅発着がそれぞれ1時間に3本の運転となった。
2006年（平成18年）3月18日のダイヤ改正で、柏原駅 - 王寺駅間の各駅では6本から3本に減少した。2011年（平成23年）3月12日のダイヤ改正で、JR難波駅 - 王寺駅間が4本となり、この区間の本数が統一された。
| 種別＼駅名 | 加茂  | …     | 奈良  | 奈良  | …     | 王寺 | 王寺 | …   | 新今宮 | 新今宮 | …           | JR難波      |     |
| ---------- | ----- | ----- | ----- | ----- | ----- | ---- | ---- | --- | ------ | ------ | ----------- | ----------- | --- |
| 大和路快速 | 3本   | 3本   | 3本   | 3本   | 3本   | 3本  | 3本  | 3本 | 3本    | 3本    | →大阪環状線 | →大阪環状線 |     |
| 区間快速   | ←高田 | ←高田 | ←高田 | ←高田 | ←高田 | 3本  | 3本  | 3本 | 3本    | 3本    | 3本         | 3本         |     |
| 普通       |       |       |       | 3本   | 3本   | 3本  | 3本  | 3本 | 3本    | 3本    | 3本         | 3本         | 3本 |
| 普通       |       |       |       |       |       | 3本  |      |     |        |        |             |             |     |

車両は基本的に221系の6両編成での運転だが、早朝・深夜には4両編成で運転される列車もある。奈良線に直通する列車は221系6両編成での運用である。また、奈良駅 - 加茂駅間の一部列車は大和路快速・区間快速の間合い運用を兼ねて、221系8両編成で運転されている。103系は1986年（昭和61年）の国鉄時代最後のダイヤ改正において実施された編成短縮・編成数増加政策により、民営化後も暫くは3両編成で運転されていた列車があったが、6両編成の運用に変わる直前の夕方の上り列車は天王寺駅で積み残しが発生することもあった。1973年（昭和48年）9月20日の電化以前には、湊町駅（現在のJR難波駅） - 柏原駅間運転の各駅停車（ただし久宝寺駅は朝晩の一部を除く大半の時間帯で客扱いを行っておらず、上下数本を除いて全列車が通過していた）のほかに天王寺駅 - 柏原駅間は平野駅・八尾駅のみに停車し、他は各駅に停車する「普通列車」が湊町駅 - 王寺駅・奈良駅間で運転されており、普通列車と各駅停車の間で停車駅が異なるダイヤが組まれていたことがあった。また、亀山駅・名古屋駅へ直通する普通列車もあった。

##### 快速列車との接続・通過待ち
上下とも日中は久宝寺駅で大和路快速と緩急接続を行い、柏原駅で快速の通過待ちを行っている。平日朝ラッシュ時の下りと夕ラッシュ時の上りは平野駅でも快速列車の通過待ちが行われる。
1994年（平成6年）9月4日の関西国際空港開港時のダイヤ改正までは天王寺駅で緩急接続を行い、柏原駅で後続の快速の通過待ちをするダイヤが主体であった。しかし、関西国際空港開港に伴う大阪環状線 - 阪和線直通列車の増発（関空快速、特急「はるか」の登場）によって、天王寺駅では緩急接続が頻繁にできなくなったことや、大和路快速のスピードアップにより、日中は平野駅での快速の通過待ちが増やされた。ただし、上りに関しては城東貨物線の貨物列車との兼ね合いで運転間隔が不均等になる時間帯があった。
1997年（平成9年）3月8日のダイヤ改正で久宝寺駅に当時の区間快速が停車することとなったが、この時点でも通過待ちを行う駅に変化はなかった。下り線の待避設備は1997年9月1日に使用を開始し、日中時間帯は久宝寺駅で区間快速・普通の相互接続を行う形になった。1998年3月14日の改正では、久宝寺駅で上下線で相互接続を行うパターンに統一され、上り線では天王寺駅から八尾駅 - 三郷駅間の所要時間が短縮されることになった。ただし、普通奈良行きについては、王寺駅で当時の区間快速高田行きから乗り換えられるように引き続き柏原駅で通過待ちを行っていたが、わずか3駅先の駅で約10分後の後続の快速列車を待つため、柏原駅では以前よりも停車時間が長くなった。
2006年（平成18年）3月18日のダイヤ改正では、ダイヤの余裕時間の見直しによる影響で日中の王寺行きが柏原止まりとなり、天王寺駅基準で19時台までの上り普通列車はすべて柏原駅で通過待ちを行うようになり、所要時間が長くなった。
2008年（平成20年）3月15日のおおさか東線の開業により、久宝寺駅ではおおさか東線が副本線を使用することになったため、おおさか東線への影響を抑えるために大和路線普通が本線発着に、普通と緩急接続するほとんどの快速列車が副本線発着にそれぞれ変更された。王寺方面行きの普通は久宝寺駅で快速列車と緩急接続した後、続いて進入するおおさか東線の列車を待つダイヤが一部組まれるようになったため、その列車については久宝寺駅での停車時間が若干長くなり、柏原駅での停車時間が若干短くなった。一方で、天王寺駅での緩急接続は、阪和線からの直通列車が増加傾向にあり15番のりばを専有できないことから無くなった。
2011年（平成23年）3月12日のダイヤ改正以降、日中は上下列車ともに柏原駅で快速の通過待ち、久宝寺駅で大和路快速と緩急接続を行うダイヤとなった。日中は普通の間に快速列車が2本運転され快速の運転間隔が短いことから、柏原駅での停車時間は約2分に抑えられており、以前のような長時間停車はなくなった。ただし、夕方以降は引き続き柏原駅で5分以上停車する列車も存在している。

### 大晦日臨時列車
大和路線では沿線に春日大社や信貴山朝護孫子寺などの社寺があるため、大晦日深夜から元日午前3時ごろにかけて、王寺駅 - JR難波駅間ではおおむね30分間隔で、王寺駅 - 奈良駅間ではおおむね60分間隔で、それぞれ普通列車を増発している。
なお、2018年（平成30年）度までは元旦まで奈良駅 - JR難波駅間で終夜運転が実施されてきたが、2019年度は午前3時ごろで打ち切りとなり、終夜運転ではなくなった。また過去には、2000年（平成12年）12月31日から2001年（平成13年）1月1日にかけての終夜運転までは、普通を奈良駅から大和路快速・区間快速のような大阪環状線を一周して天王寺駅で折り返す運転ルートでおおむね30分間隔で運転していたほか、阪和線の終夜運転の列車がJR難波駅まで乗り入れしていた時期もあった。

### 女性専用車
JR難波駅 - 奈良駅間では、平日・休日にかかわらず毎日、始発から終電まで、221系6両編成の3号車に女性専用車が設定されている。乗車位置には女性専用車の案内が表示されている。なお、ダイヤが乱れた際は女性専用車の設定が解除されることがある。また、明石支所所属の207系・321系には、女性専用車のステッカーがあるが、大和路線には導入されていない。
大和路線では2004年（平成16年）10月18日から女性専用車を導入し、始発から9時00分と17時00分から21時00分まで設定されていたが、2011年（平成23年）4月18日からは平日・休日にかかわらず毎日、始発から終電まで女性専用車が設定されるようになった。
また、2021年（令和3年）10月2日より、221系6両編成の3号車にも女性専用車が設定されたが、4両編成または8両編成（4+4両編成を含む）には導入されていない。なお近畿圏での近郊型電車への女性専用車は、阪和線に続き2路線目となる。

### 過去の列車

#### 関空快速
1994年（平成6年）9月4日に関西国際空港が開港したのに伴う同日のダイヤ改正で、京橋駅・JR難波駅 - 関西空港駅間で関空快速の運転を開始した。JR難波駅発着の列車は2両編成で、天王寺駅で京橋駅発着の6両編成と連結・切り離しが行われていた。1996年（平成8年）3月23日にJR難波駅が地下化されたことにより、大阪シティエアターミナル（OCAT）の機能を拡充させ、JR難波駅発着列車に荷物室を併設し、空港での機内持ち込み荷物の輸送を開始した。また、JR難波駅発列車に座席指定席を設定し、「関空快速X号」と号数が符番された。
1998年（平成10年）4月1日にOCATでの空港での機内持ち込み荷物の輸送が廃止されて、荷物室は客室に復元され、座席指定席も廃止されて、その後号数符番も廃止した。1999年（平成11年）5月10日に紀州路快速の新設によって、JR難波駅発着の関空快速は天王寺駅での京橋駅発着の関空快速との連結・切り離し作業を取り止め、単独でJR難波駅 - 関西空港駅間を運転するようになったが、利用客が少なかったことや大阪環状線大阪駅直通の関空快速・紀州路快速を増発するため、2008年（平成20年）3月15日にJR難波駅発着の関空快速は廃止された。

#### やまとじライナー

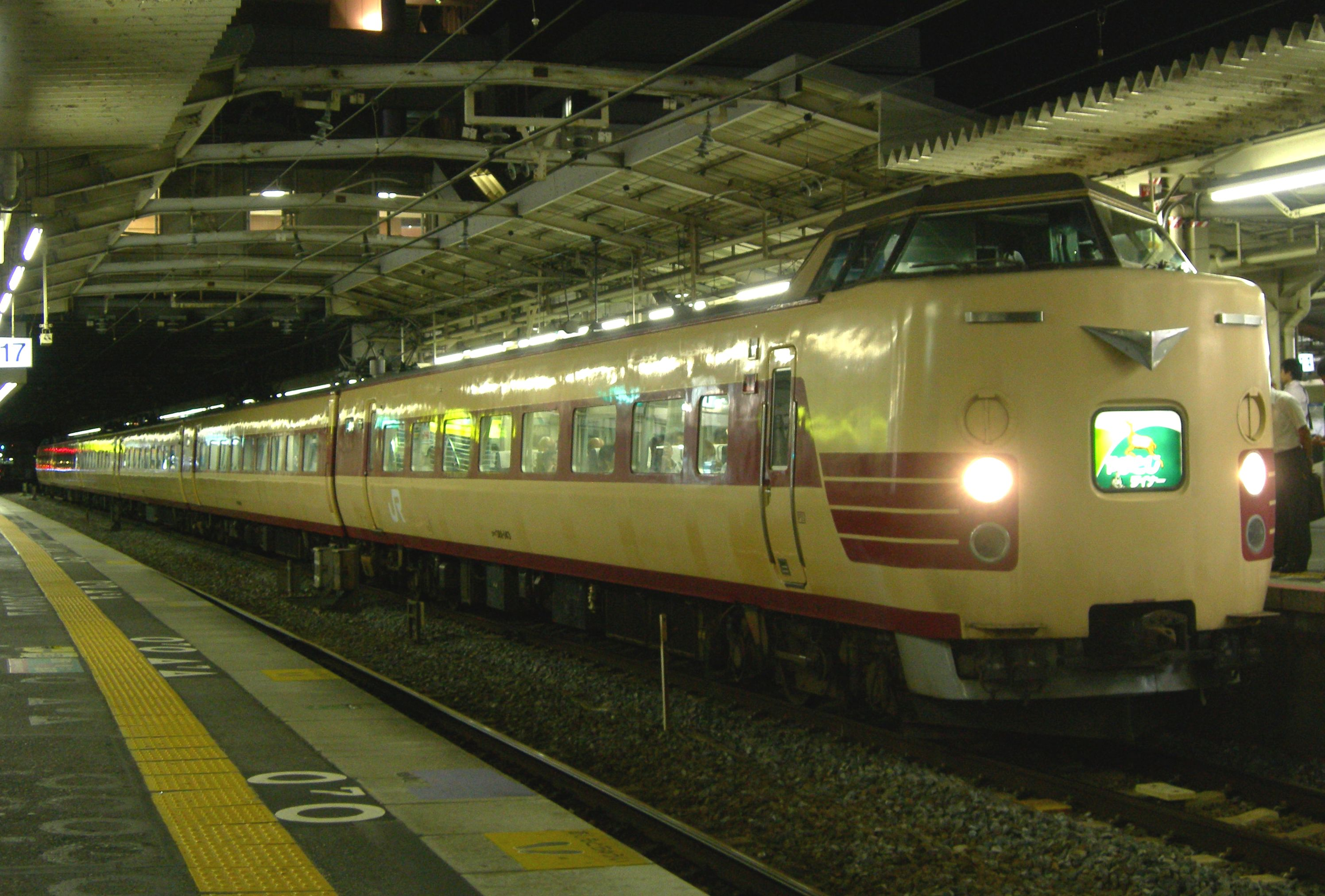
381系による「やまとじライナー」

やまとじライナーは、通勤客向けの座席定員制の列車（ホームライナー）である。
1988年（昭和63年）3月13日のダイヤ改正で設定され、木津発JR難波行き1本と大阪発加茂行き2本が運転されていた。2009年（平成21年）3月14日のダイヤ改正で平日のみの運転となり、2011年（平成23年）3月12日のダイヤ改正で廃止された。
車両は特急用の381系（日根野電車区所属の国鉄色またはくろしお色編成）が使用されていたが、普通列車扱いであるため、乗車整理券を購入すれば普通列車専用の特別企画乗車券である「青春18きっぷ」での利用も可能であった。
JR西日本の近畿地区ではホームライナー廃止後、当該区間に特急列車を増発または新設して補填するケースが多く見られるが、当路線ではそれらの設定が行われず、代替列車として区間快速が増発された。

#### 奈良シルクロード号
1988年（昭和63年）4月23日から10月23日まで奈良県奈良市で開催されたなら・シルクロード博覧会に合わせて、当時日中に運行されていた湊町駅（現・JR難波駅） - 奈良駅 - 加茂駅間の快速列車の運転区間を一部変更（湊町駅 - 新今宮駅間を休止して大阪環状線および梅田貨物線経由とした）し、大阪側の始発・終着駅を新大阪駅に変更したものである。

#### やまとじハリウッド号
2002年（平成14年）10月13日から11月24日までの第3を除く土曜日に奈良発桜島線（JRゆめ咲線）桜島行きで運転された臨時列車。森ノ宮電車区の103系USJラッピング車6両編成が使用された。停車駅は、奈良駅 - 王寺駅間の各駅・柏原駅・八尾駅・久宝寺駅・平野駅・天王寺駅・新今宮駅・ユニバーサルシティ駅・桜島駅。停車しない西九条駅では運転停車を行い、ホームのない通過線で桜島線に折り返していた。

#### なら歴史探訪号
JR西日本主催のなら歴史キャンペーンで2003年（平成15年）9月13日から12月20日までの土曜日に新大阪駅 - 奈良駅間に運転された臨時快速列車。翌2004年（平成16年）の秋のシーズンにも運転された。途中の停車駅は天王寺駅・王寺駅・法隆寺駅で、定期の快速停車駅よりも削減されていたが、柏原駅で運転停車を行い後続の大和路快速を待避するなど、所要時間は大幅にかかっていた。車両は宮原総合運転所の117系300番台6両編成が使用されていた。

#### 奈良万葉レジャー号

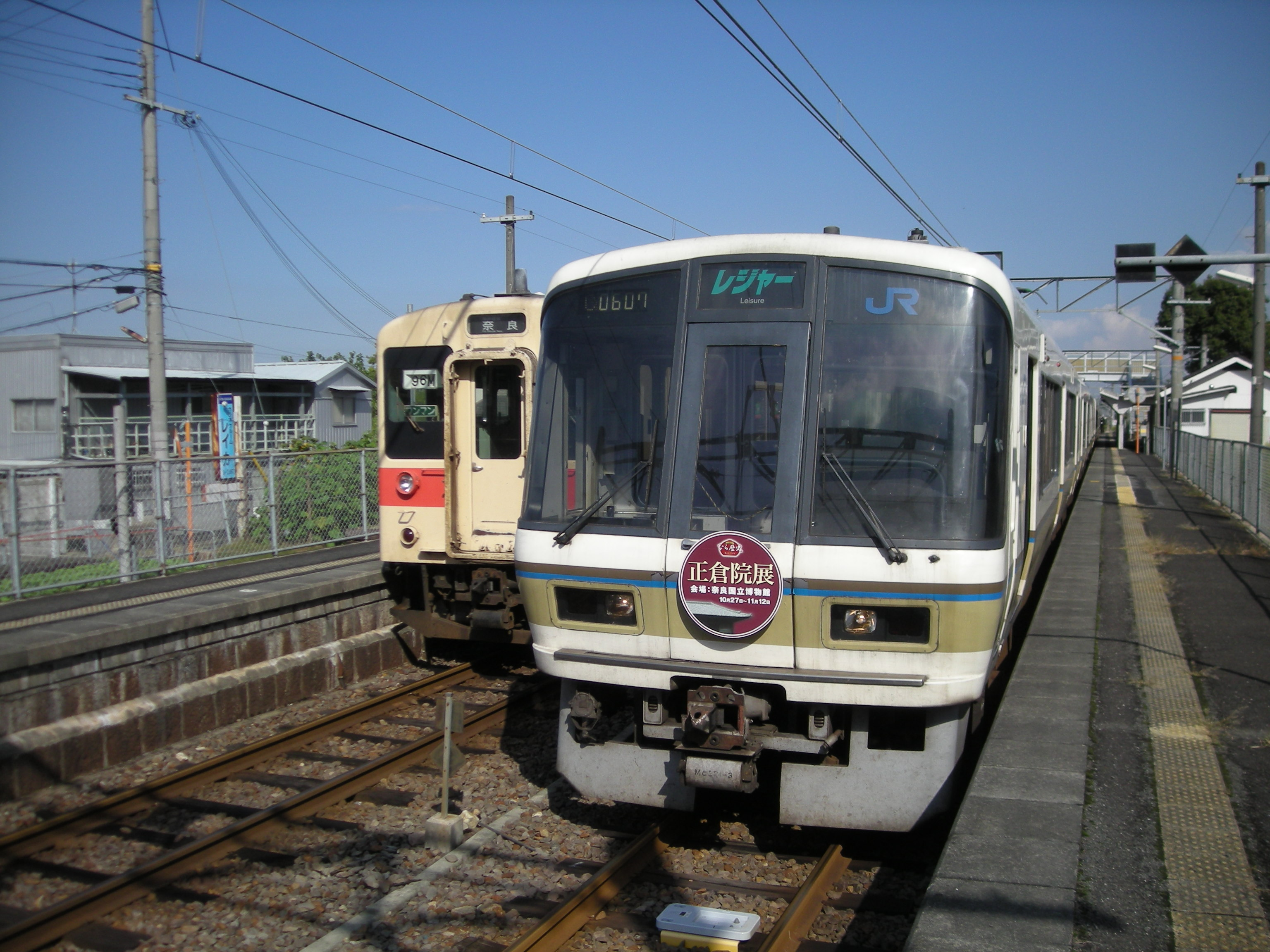
221系による「山辺の道レジャー号」

春・秋行楽時の土曜・休日には、往路は大和路線内では大和路快速または快速に併結して天王寺方面から奈良駅・桜井線（万葉まほろば線）を経由して高田駅まで、復路は奈良発快速JR難波行を桜井駅始発として延長運転していたが、2011年（平成23年）春からは運転されていない。2009年（平成21年）度まで「山の辺の道レジャー号」として運転されていた。

#### 平城遷都1300年祭の対応

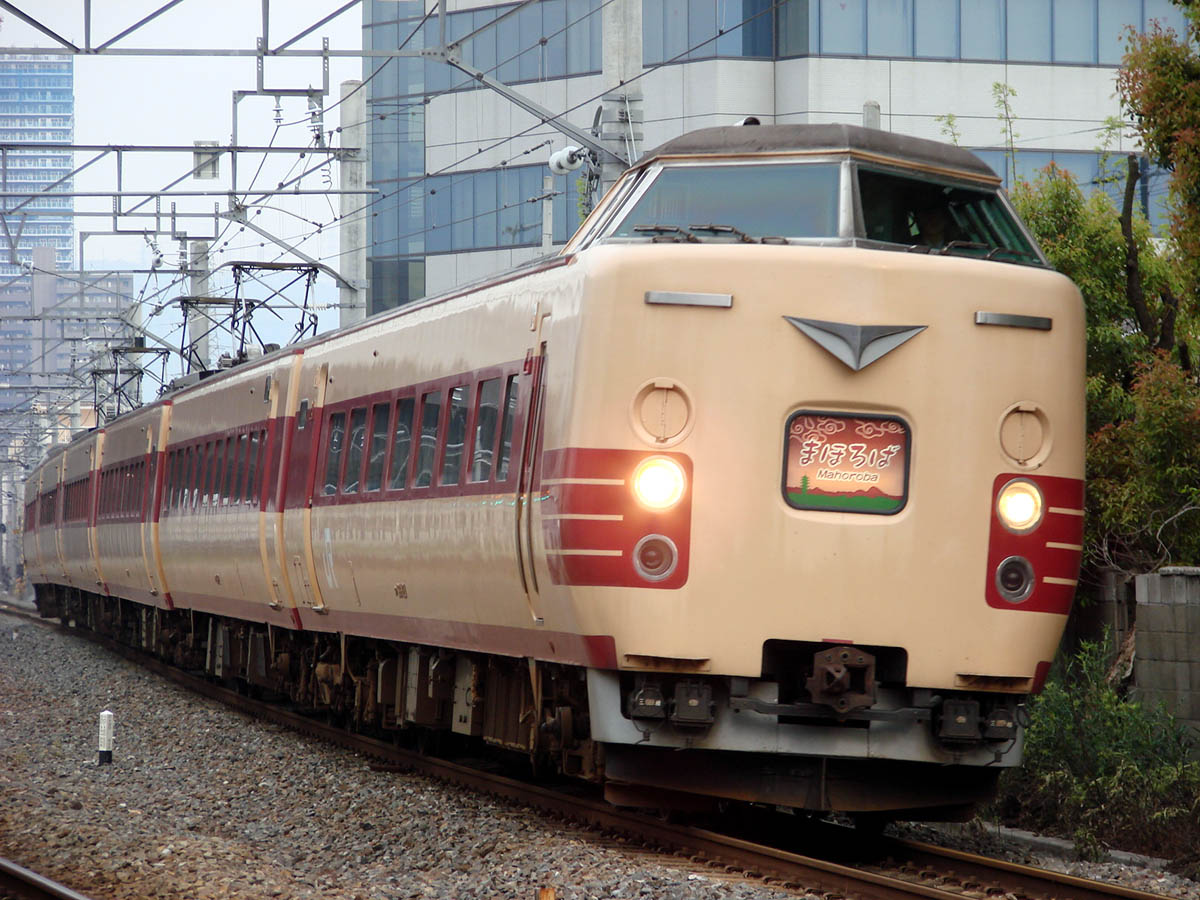
臨時特急「まほろば」

奈良県では2010年（平成22年）が平城京に遷都されてから1300年目にあたり、これを記念した平城遷都1300年祭が行われた。
多くの利用客が予想されることから、利便性の向上のためにメイン会場である平城宮跡会場でのイベント開催（2010年〈平成22年〉4月24日 - 同年11月7日）と、JRグループと奈良県が共同で実施する「奈良デスティネーションキャンペーン」（2010年〈平成22年〉4月1日 - 同年6月30日）の観光キャンペーン中にあわせて、新大阪駅 - 奈良駅間で臨時特急「まほろば」が運転された。運転日は2010年（平成22年）4月 - 6月の土休日と4月1日で、停車駅は新大阪駅・天王寺駅・王寺駅・法隆寺駅・奈良駅。車両は、やまとじライナーでも使用されている日根野電車区の381系（国鉄色編成）を使用し、指定席4両と自由席2両（4月1日は全車指定席）となっていた。
なお、特急「まほろば」運転に伴い、天王寺駅 - 八尾駅間が新たにB特急料金の区間となった。
このほか、秋季期間（10月9日 - 11月7日）には、関西空港駅から天王寺駅・JR難波駅を経由して奈良駅を結ぶ貸切列車（奈良県は281系を要望していた）の運転を計画し、奈良県が2010年度の予算案に、チャーター料や調査費など850万円を計上していたが、この貸切列車は運転されなかった。

## 使用車両

### 現在の使用車両
大和路線ではすべて電車で運転されている。大和路線で使用する車両が配置されている奈良支所は、221系が大量投入されて以降は網干総合車両所からの221系・201系の転属にとどまり、通勤形車両は電化以来一度も新車が導入されていない。大和路線ではおおさか東線や片町線（学研都市線）からの直通列車でVVVFインバータ車両の683系・287系・321系・207系が運用されているものの、奈良支所には2024年（令和6年）現在もVVVFインバータ車両の配置がない状況が続いている。
- 683系（吹田総合車両所京都支所所属）
  - 2024年まで特急「サンダーバード」で使用されていた683系2000番台を改造した6000番台「安寧」（3両編成）が、2025年4月5日から特急「まほろば」として奈良駅 -（おおさか東線経由）- 大阪駅間で使用されている[15]。
- 287系（吹田総合車両所日根野支所所属）
  - 3両編成が奈良駅 - 天王寺駅 - 新大阪駅間の通勤特急「らくラクやまと」としても運用されている[15]。
  - また2025年3月30日までは、3両編成が特急「まほろば」として奈良駅 -（おおさか東線経由）- 大阪駅間で使用されていた。
- 221系（吹田総合車両所奈良支所所属）
  - 1989年（平成元年）4月10日から営業運転を開始[50]した大和路線の主力車両。全種別で運用され、和歌山線・桜井線（万葉まほろば線）にも乗り入れる運用がある。奈良支所には1989年（平成元年）から1991年（平成3年）にかけて78両が新製投入された。1997年（平成9年）以降、琵琶湖線・JR京都線・JR神戸線系統の新快速の223系・225系増備に伴い、余剰となった221系の転入が始まり、103系などの置き換えや編成両数増強が進められた。4・6・8両単独のほか、4両を2本繋げた8両編成でも運行されている。
  - 2021年（令和3年）10月2日のダイヤ改正以降、後述の201系を順次221系に置き換えている[43][51]。
  - 2023年（令和5年）10月23日以降は、8両編成のうち1号車の1 - 5番座席を指定席にした有料座席サービス「快速 うれしート」の対象列車として、221系8両編成が使用されている。サービス区間内の1号車車内中央部では、仕切りとして暖簾が吊るされる[25]。
- 205系（吹田総合車両所奈良支所所属）
  - 2018年（平成30年）10月28日のダイヤ改正から0・1000番台が平日朝下りに1本のみ運転される奈良駅 - 王寺駅間の普通列車で運用を開始した[52]。かつて阪和線向けに吹田総合車両所日根野支所に所属していた車両で、阪和線時代と同じ水色（青24号■）の帯を巻く。現在は奈良線直通列車のみ木津駅 - 奈良駅で運用されている。
- 207系・321系（網干総合車両所明石支所所属）
  - 木津駅 - 奈良駅間で学研都市線・JR東西線に直通する区間快速・快速として運用されている。
  - かつては奈良駅 - 久宝寺駅間でおおさか東線に直通する直通快速としても運用されていた。運行経路の関係上、奈良駅では学研都市線（木津駅経由）の快速・区間快速と、おおさか東線経由の直通快速で編成の向きが逆になっていた。2023年（令和5年）3月18日のダイヤ改正で直通快速が221系に置き換わり、奈良駅 - 久宝寺駅間の定期運用から撤退した。

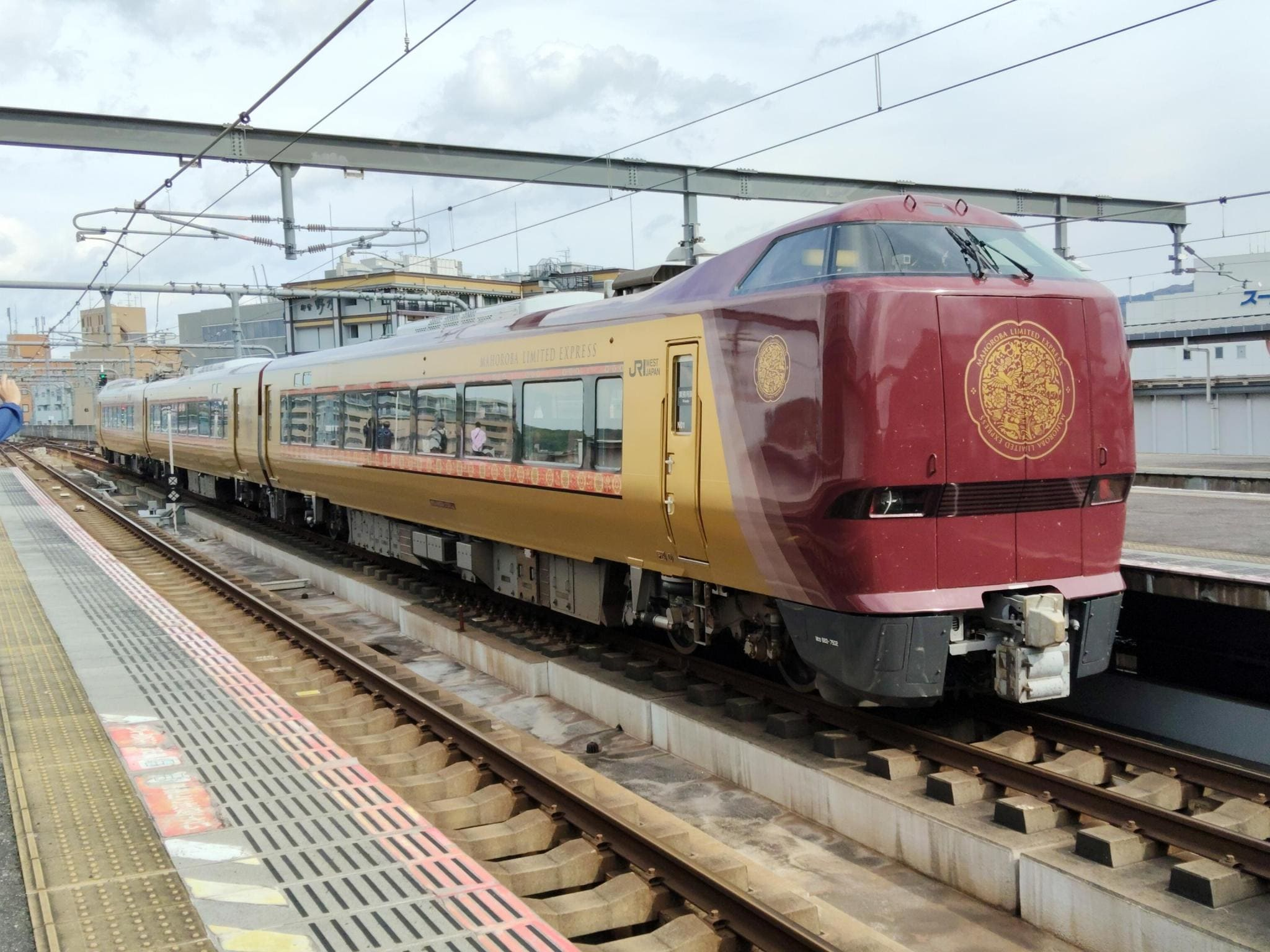
683系「安寧」編成
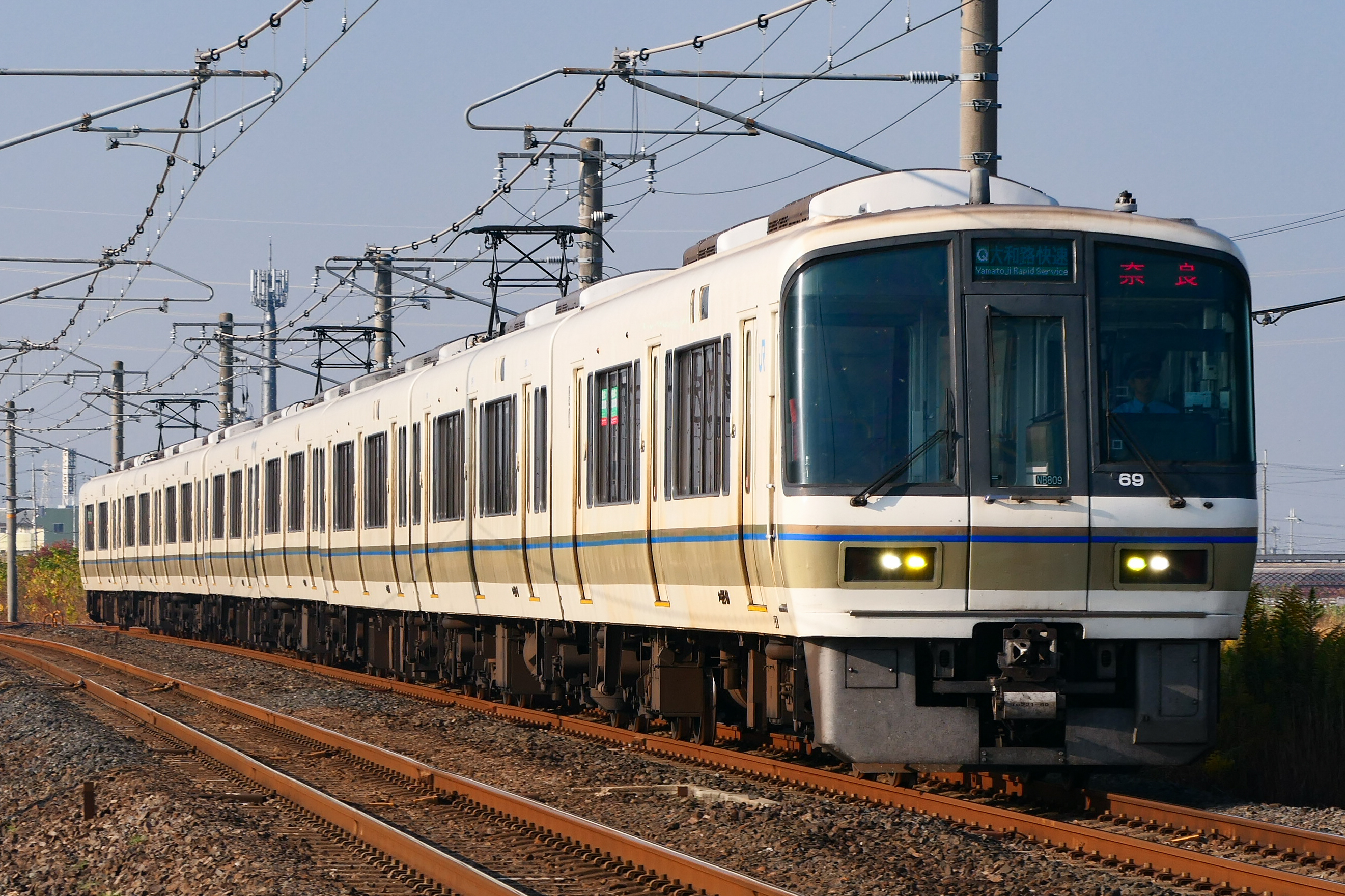
221系

### 過去の使用車両
国鉄分割民営化後の使用車両を記述する。名古屋駅・亀山駅方面や電化前の片町線との直通列車に気動車が使用されたほかは、すべて電車が使用されていた。

#### 電車
以下の各系列のうち通勤形電車の103系・201系は車体色が吹田総合車両所奈良支所所属車がウグイス（黄緑6号 ■）であり、2016年（平成18年）9月までは朝・夕ラッシュ時に森ノ宮支所所属の車両（車体色は朱色1号■）も使用されていた。
- 103系（吹田総合車両所奈良支所所属）
  - 6両編成は大和路線とおおさか東線、ラッシュ時には快速や和歌山線・桜井線（万葉まほろば線）でも運用されていた。2006年（平成18年）から前述の201系転入により本系列の6両編成はすべて置き換えられる予定であったが、おおさか東線の開業で6両編成の運用数自体が増えたため、全面的な置き換えには至らず少数が残存した。2017年から森ノ宮支所から転入した201系への置き換えが進み、2018年（平成30年）1月で定期運用を終了した。
  - 4両編成は奈良線での運用が中心であるが、2016年（平成28年）9月までは大和路線でも2本連結して8両編成として大阪環状線へ直通する区間快速でも使用されていた[23]。221系に置き換えられてウグイス色103系の大阪環状線直通は終了し、大和路線内の6両編成も2018年（平成30年）1月で運用終了したことで一旦は完全に撤退したが、2018年（平成30年）10月28日から再び4両編成が平日朝下りに1本のみ運転される奈良駅 - 王寺駅間の普通列車に205系4両編成と共通運用で充当されていた（但し平日1本のみなので日によって103系か205系のどちらかのみ。車両不足に伴う暫定措置）。2022年（令和4年）3月11日で205系に統一されて運用を終了した。
  - 奈良支所所属の車両は電化時に投入された101系の置き換えのため、1983年（昭和58年）から1985年（昭和60年）にかけて導入された。これらは京阪神緩行線（JR京都・神戸線）への201系投入によって捻出された明石電車区（現・網干総合車両所明石支所）の車両や淀川電車区（当時）・森ノ宮支所などからの転入組、101系からの改造車で構成されており、長年に渡り関西圏や首都圏の各地から寄せ集められたため1編成の製造時期と形態が1両ごとに違う編成が多い。1986年（昭和61年）11月1日のダイヤ改正で編成両数を短くしつつ日中の運転本数を増やす施策が取られたため、国鉄末期から1994年（平成6年）にかけては3両編成も運用されており、単独運転やラッシュ時を中心に2編成を併結した6両編成で運転されていた[50]。しかし乗客増に伴い、1994年（平成6年）にJR京都・神戸線に207系が投入されたことにより捻出されたサハ103形を組み込んで4両編成化された。2022年（令和4年）3月11日を以て運転が終了した。
- 105系
  - 1994年（平成6年）まで奈良線用として木津駅 - 奈良駅間で使用されていた。
- 113系
  - 1973年（昭和48年）に奈良駅 - 湊町駅（現・JR難波駅）間が電化された際に、大阪環状線と直通する快速として運用を開始。1989年（平成元年）3月13日のダイヤ改正で大和路快速が設定され、221系が充当されていたが、しばらくは113系による大和路快速も運転されていた。1989年（平成元年）7月20日に大和路線の運用を終了した[50][注 11]。
- 117系
  - 奈良線用として使用されていたほか、阪和貨物線の錆取り列車として、王寺駅と阪和線の鳳駅間を1日1往復していた。この列車には、王寺駅に日中留置されていた117系が使用されていたが、103系が代走する場合もあった。
- 223系0・2500番台（日根野電車区（現・吹田総合車両所日根野支所、以下同じ）所属）
  - JR難波駅 - 関西空港駅間の関空快速で運用されていた。1994年（平成6年）9月4日から1999年（平成11年）5月9日までは2両編成で、1999年（平成11年）5月10日より5両・6両（3+3）・8両（5+3）のいずれかの編成で運転されていた。2008年（平成20年）3月15日にJR難波駅発着の関空快速が廃止されたことにより運用を終了した。
- 223系6000番台（宮原総合運転所（現・網干総合車両所宮原支所）所属）
  - 2008年（平成20年）3月15日におおさか東線開業に伴って設定された直通快速として、4両編成を2本連結した8両編成で運転されていたが、2011年（平成23年）3月11日から北新地駅のホームドア設置に伴い207系に置き換えられた[26]。
- 381系（日根野電車区所属）
  - 加茂駅・木津駅 - JR難波駅・大阪駅間の「やまとじライナー」や、新大阪駅 - 奈良駅間の臨時特急「まほろば」で使用されていた。
- 201系（吹田総合車両所奈良支所所属）
  - すべて6両編成で2006年（平成18年）12月20日から営業運転を開始し、大和路線のほか、早朝やラッシュ時には桜井線（万葉まほろば線）でも運用されていた。おおさか東線・和歌山線の運用は2022年（令和4年）3月11日に、加茂駅 - 奈良駅間の運用は2023年（令和5年）3月17日をもって終了した。
  - JR京都・神戸線の321系投入に伴い2006年（平成18年）から2008年（平成20年）に明石支所と森ノ宮支所から転入してきた車両と、大阪環状線・JRゆめ咲線の323系投入とおおさか東線新大阪延伸による運用増に伴い2017年（平成29年）から2018年（平成30年）に森ノ宮支所から転属してきた車両が配置されている。
  - 2020年（令和2年）から2024年（令和6年）度にかけて、琵琶湖・JR京都・神戸線への225系の追加投入により、網干総合車両所に所属する221系が当線に転属し、201系を置き換えた[53][43][51]。これにより、2025年3月15日ダイヤ改正にもって、大和路線での運行を終了した[54]。

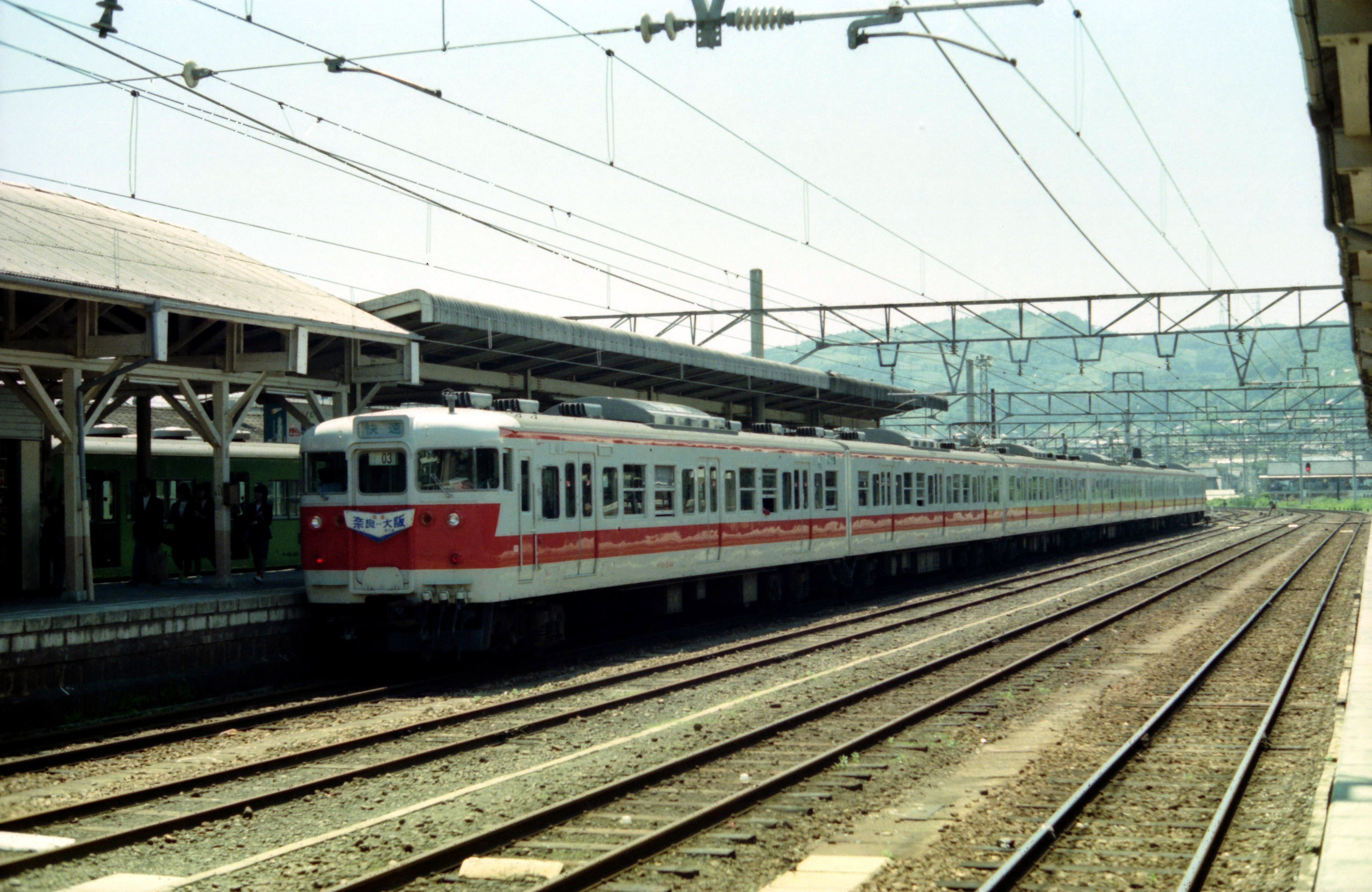
113系
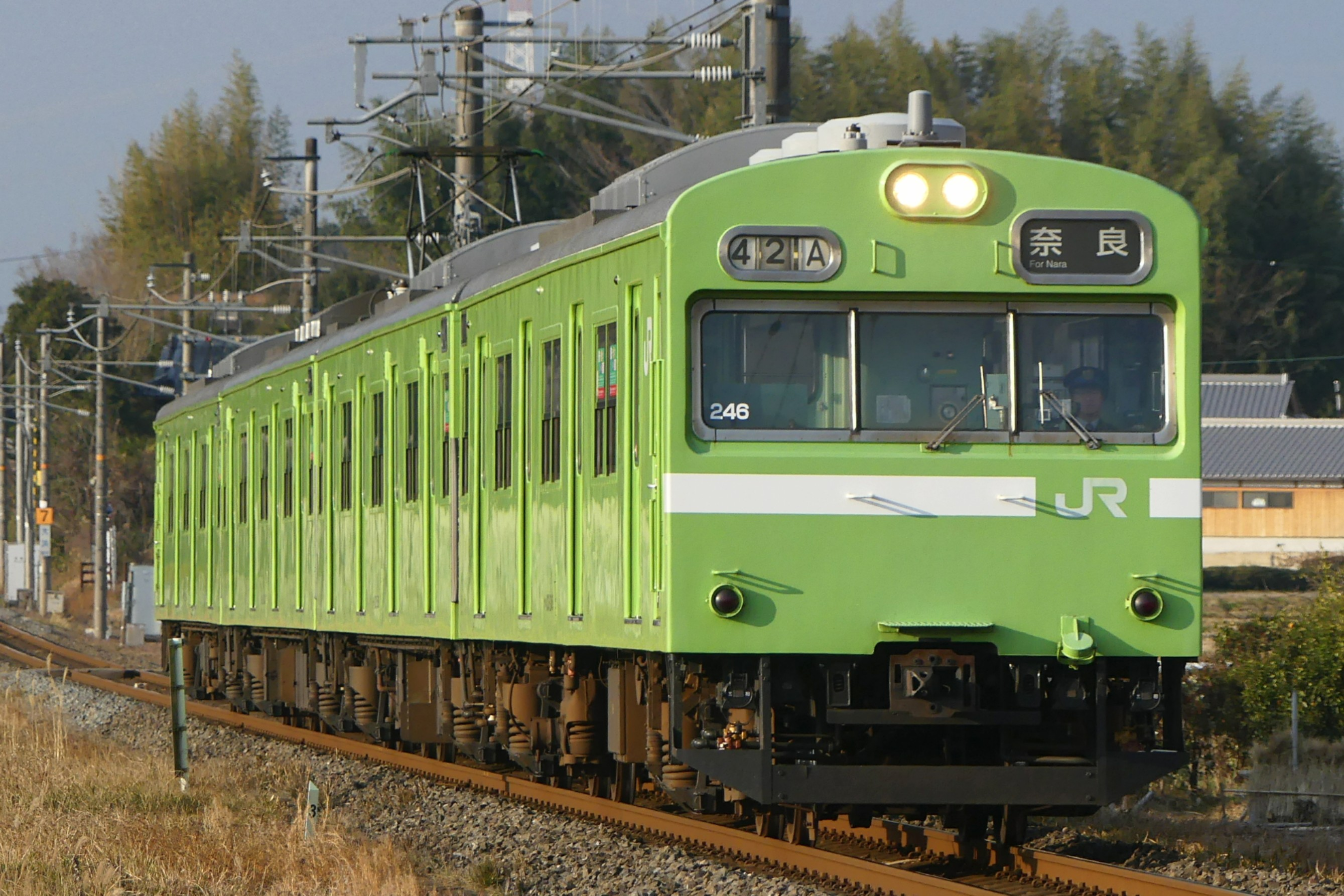
103系
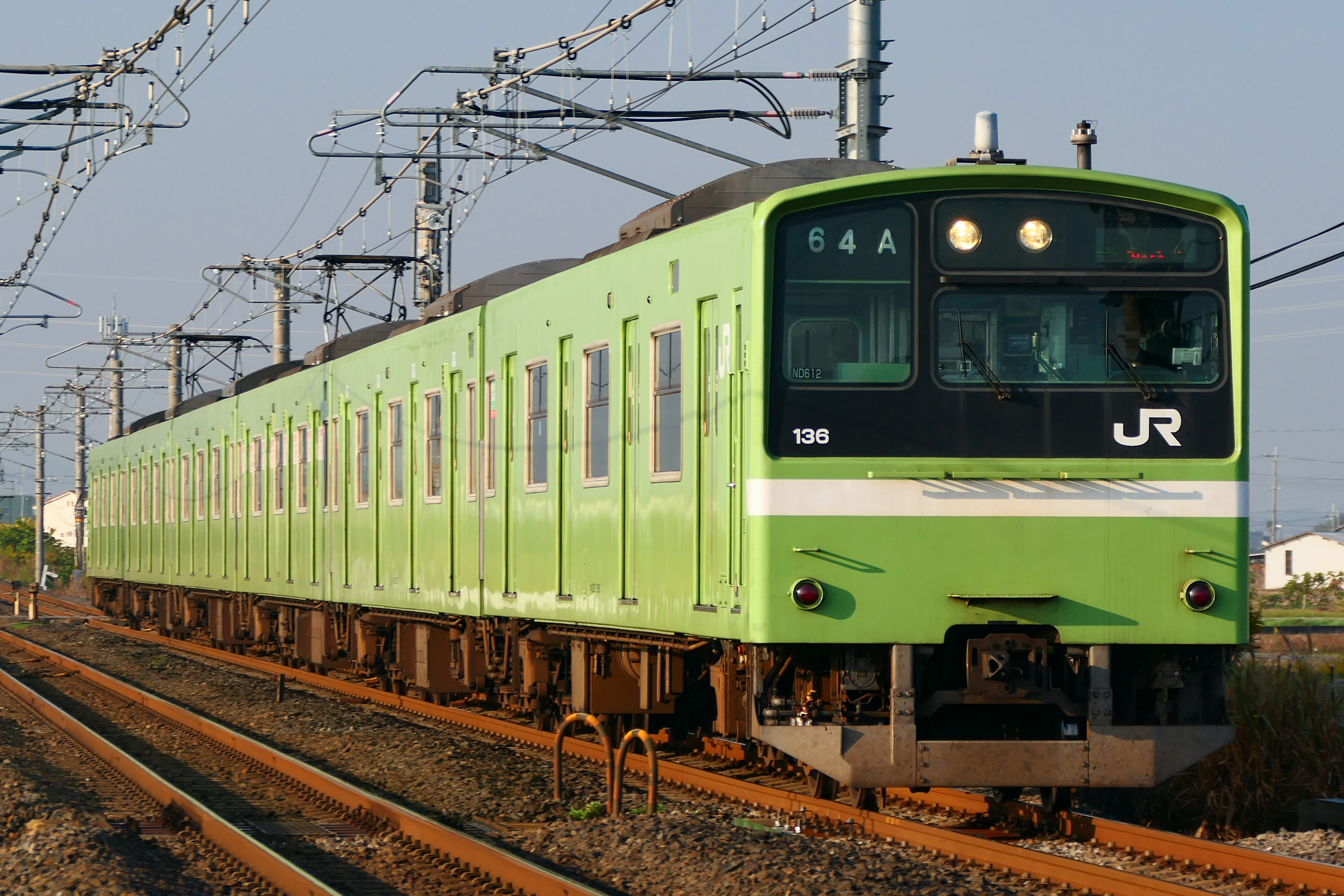
201系
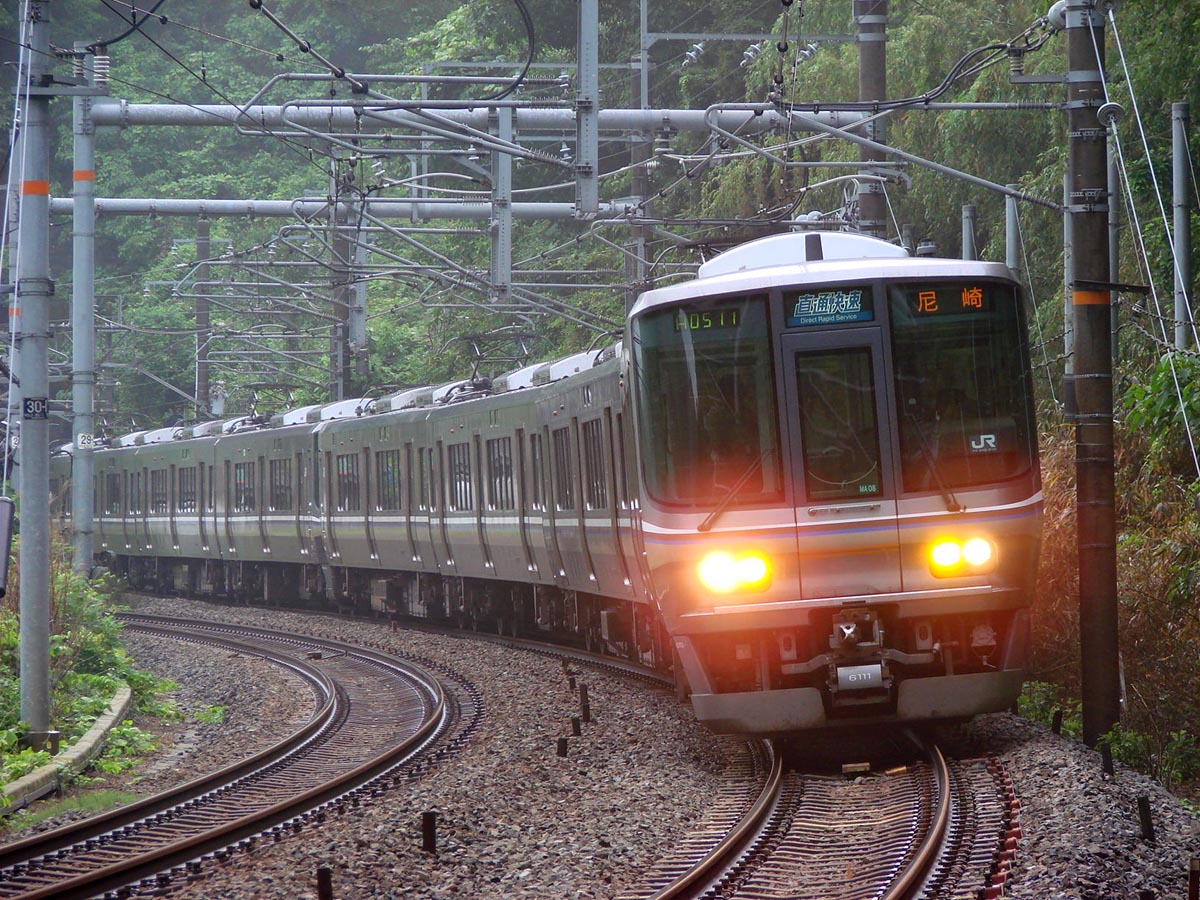
223系6000番台

#### 気動車
- キハ120形
  - 亀山駅 - 加茂駅間の運用が中心であるが、2001年（平成13年）3月までは、朝ラッシュ時に奈良駅まで乗り入れる列車が1日1往復設定されていた。
- キハ75形
  - 1999年（平成11年）より名古屋駅 - 奈良駅間で急行「かすが」として1日1往復走行していたが、2006年（平成18年）に廃止されている。
- キハ58形
  - 亀山駅 - 奈良駅間で1994年（平成6年）まで普通列車として使用されていたが、同年4月10日にさよなら運転を行い[55]撤退。また、1999年（平成11年）まで名古屋駅 - 奈良駅間で急行「かすが」に使用されていた。

### 列車・編成の向き
関西本線は名古屋駅が起点であるため、大阪環状線直通列車は新今宮駅で列車の上りと下りが逆転するが、列車番号は全区間にわたって関西本線を基準としているため、大阪環状線内では他の列車が外回りが（上り列車に付ける）偶数、内回りが（下り列車に付ける）奇数であるのに対し、大和路線からの直通列車は外回りが奇数、内回りが偶数となっている。
吹田総合車両所森ノ宮支所と同奈良支所の103系は、それぞれの所属線区の上り・下りを基準にした編成の向きであるため、直通先において向きが逆になっていた（優先座席や号車表示は逆にならないようになっていた）。221系以降に配置された車両は、列車の上り・下りに関係なく東海道本線大阪駅基準に向きが統一されているため、直通快速を除いて他の列車と一致しなくなることはない。

### 電車前面の白線
大和路線に使用される103系・201系（ウグイス色の吹田総合車両所奈良支所所属車）は前面に白帯が塗ってあるが、これは踏切事故防止の目的で塗られている警戒色である。湊町駅（現在のJR難波駅） - 奈良駅間の電化開業時には黄色（黄5号）に塗られていた。1990年（平成2年）度には昼間にも前照灯を点灯するようになったためか、黄色帯が撤去された。しかし、保線従事者から車両と山の色が類似して識別が困難との指摘があり、1996年度に白色帯が前面につけられた。

## 歴史

### 東日本大震災による影響
2011年（平成23年）3月11日に発生した東北地方太平洋沖地震（東日本大震災）の影響により電動機に使用している部品を製作しているメーカーが被災して製造の見通しが立たず、使用できない車両が発生する恐れがあることから、2011年（平成23年）4月11日から日中の快速が大和路線内で運転休止になり、大和路快速が大阪環状線への直通運転を取り止める予定であったが、部品調達の目処が立ったのでこの措置は行われず、4月11日以降も通常のダイヤで運転されることになった。

## 駅一覧
- 阪：特定都区市内制度における「大阪市内」エリアの駅
- 停車駅
  - 普通 … すべての旅客駅に停車
  - 快速列車 … ●：全列車停車、｜：全列車通過
- 木津駅 - 奈良駅間では奈良線および片町線（学研都市線）から、天王寺駅 - 今宮駅間では阪和線からの列車の乗り入れがある[* 1]。
- 加茂駅 - 木津駅間は単線、天王寺駅 - 新今宮駅は複々線、それ以外の区間は複線[注 1]。
- 駅ナンバーは2018年（平成30年）3月より導入[59]。大阪環状線からの通し番号となっている。また、駅ナンバーのうち「JR-Q35」は後述の新駅に割り当てられる予定であるため、導入当初は欠番となる。

| 駅ナンバー | 駅名・信号場名  | 駅間 営業 キロ | 累計営業キロ | 累計営業キロ | 累計営業キロ | 区間快速       | 快速 | 直通快速         | 大和路快速     | らくラクやまと | 接続路線・備考 | 所在地          | 所在地          | 所在地          |          |
| 駅ナンバー | 駅名・信号場名  | 駅間 営業 キロ | 加茂 から    | 亀山 から    | 名古屋 から  | 区間快速       | 快速 | 直通快速         | 大和路快速     | らくラクやまと | 接続路線・備考 | 所在地          | 所在地          | 所在地          |          |
| ---------- | --------------- | -------------- | ------------ | ------------ | ------------ | -------------- | ---- | ---------------- | -------------- | -------------- | --- | --------------- | --------------- | --------------- | -------- |
| JR-Q39     | 加茂駅          | -              | 0.0          | 61.0         | 120.9        | ●              | ●    |                  | ●              |                | 西日本旅客鉄道： 関西本線（亀山方面） | 京都府 木津川市 | 京都府 木津川市 | 京都府 木津川市 |          |
| JR-Q38     | 木津駅          | 6.0            | 6.0          | 67.0         | 126.9        | ●              | ●    |                  | ●              |                | 西日本旅客鉄道： 奈良線（JR-D19）・ 片町線（学研都市線）（JR-H18） | 京都府 木津川市 | 京都府 木津川市 | 京都府 木津川市 |          |
| JR-Q37     | 平城山駅        | 3.2            | 9.2          | 70.2         | 130.1        | ●              | ●    |                  | ●              |                | （奈良線の快速・みやこ路快速は通過） | 奈良県          | 奈良市          | 奈良市          |          |
|            | 佐保信号場      | -              | 10.1         | 71.1         | 131.0        | ｜             | ｜   |                  | ｜             |                | | 奈良県          | 奈良市          | 奈良市          |          |
| JR-Q36     | 奈良駅          | 3.8            | 13.0         | 74.0         | 133.9        | ●              | ●    | ●                | ●              | ●              | 西日本旅客鉄道： 奈良線（JR-D21）・ 桜井線（万葉まほろば線） | 奈良県          | 奈良市          | 奈良市          |          |
| JR-Q34     | 郡山駅          | 4.8            | 17.8         | 78.8         | 138.7        | ●              | ●    | ●                | ●              | ●              | | 奈良県          | 大和郡山市      | 大和郡山市      |          |
| JR-Q33     | 大和小泉駅      | 3.8            | 21.6         | 82.6         | 142.5        | ●              | ●    | ●                | ●              | ●              | | 奈良県          | 大和郡山市      | 大和郡山市      |          |
| JR-Q32     | 法隆寺駅        | 3.2            | 24.8         | 85.8         | 145.7        | ●              | ●    | ●                | ●              | ●              | | 奈良県          | 生駒郡 斑鳩町   | 生駒郡 斑鳩町   |          |
| JR-Q31     | 王寺駅          | 3.6            | 28.4         | 89.4         | 149.3        | ●              | ●    | ●                | ●              | ●              | 西日本旅客鉄道： 和歌山線 近畿日本鉄道：G 生駒線（G28） 近畿日本鉄道：I 田原本線…新王寺駅（I43） | 奈良県          | 北葛城郡 王寺町 | 北葛城郡 王寺町 |          |
| JR-Q30     | 三郷駅          | 1.8            | 30.2         | 91.2         | 151.1        | ｜             | ｜   | ｜               | ｜             | ｜             | | 奈良県          | 生駒郡 三郷町   | 生駒郡 三郷町   |          |
| JR-Q29     | 河内堅上駅      | 2.9            | 33.1         | 94.1         | 154.0        | ｜             | ｜   | ｜               | ｜             | ｜             | | 大阪府          | 柏原市          | 柏原市          |          |
| JR-Q28     | 高井田駅        | 2.4            | 35.5         | 96.5         | 156.4        | ｜             | ｜   | ｜               | ｜             | ｜             | | 大阪府          | 柏原市          | 柏原市          |          |
| JR-Q27     | 柏原駅          | 2.4            | 37.9         | 98.9         | 158.8        | ｜             | ｜   | ｜               | ｜             | ●              | 近畿日本鉄道：N 道明寺線（N17） 近畿日本鉄道：D 大阪線…堅下駅（D16） | 大阪府          | 柏原市          | 柏原市          |          |
| JR-Q26     | 志紀駅          | 1.7            | 39.6         | 100.6        | 160.5        | ｜             | ｜   | ｜               | ｜             | ｜             | | 大阪府          | 八尾市          | 八尾市          |          |
| JR-Q25     | 八尾駅          | 2.6            | 42.2         | 103.2        | 163.1        | ｜             | ｜   | ｜               | ｜             | ●              | | 大阪府          | 八尾市          | 八尾市          |          |
| JR-Q24     | 久宝寺駅        | 1.2            | 43.4         | 104.4        | 164.3        | ●              | ●    | ●                | ●              | ●              | 西日本旅客鉄道： おおさか東線（JR-F15）（奈良方面から大阪駅まで直通運転） | 大阪府          | 八尾市          | 八尾市          |          |
| JR-Q23     | 加美駅 阪       | 1.7            | 45.1         | 106.1        | 166.0        | ｜             | ｜   | おおさか東線直通 | ｜             | ｜             | | 大阪府          | 大阪市          | 平野区          | 平野区   |
| JR-Q22     | 平野駅 阪       | 1.5            | 46.6         | 107.6        | 167.5        | ｜             | ｜   | おおさか東線直通 | ｜             | ｜             | 西日本旅客鉄道：片町線貨物支線（城東貨物線 放出駅方面） 日本貨物鉄道：関西本線貨物支線（百済貨物ターミナル駅方面）                                                                                                   | 大阪府          | 大阪市          | 平野区          | 平野区   |
| JR-Q21     | 東部市場前駅 阪 | 1.5            | 48.1         | 109.1        | 169.0        | ｜             | ｜   | おおさか東線直通 | ｜             | ｜             | | 大阪府          | 大阪市          | 東住吉区        | 東住吉区 |
| JR-Q20     | 天王寺駅 阪     | 2.4            | 50.5         | 111.5        | 171.4        | ●              | ●    | おおさか東線直通 | ●              | ●              | 西日本旅客鉄道： 大阪環状線（JR-O01）・ 阪和線（JR-R20） 大阪市高速電気軌道： 御堂筋線（M23）・ 谷町線（T27） 近畿日本鉄道：F 南大阪線…大阪阿部野橋駅（F01） 阪堺電気軌道：■ 上町線…天王寺駅前駅（HN01）             | 大阪府          | 大阪市          | 天王寺区        | 天王寺区 |
| JR-Q19     | 新今宮駅 阪     | 1.0            | 51.5         | 112.5        | 172.4        | ●              | ●    | おおさか東線直通 | ●              | ｜             | 西日本旅客鉄道： 大阪環状線（JR-O19） 南海電気鉄道： 南海本線・ 高野線（NK03・共通） 大阪市高速電気軌道： 御堂筋線・ 堺筋線…動物園前駅（M22・K19） 阪堺電気軌道：■ 阪堺線…新今宮駅前停留場（HN52）                   | 大阪府          | 大阪市          | 浪速区          |          |
| JR-Q18     | 今宮駅 阪       | 1.2            | 52.7         | 113.7        | 173.6        | ●              | ｜   | おおさか東線直通 | ｜             | ｜             | 西日本旅客鉄道： 大阪環状線（大阪駅まで直通運転）（JR-O18） | 大阪府          | 大阪市          | 浪速区          |          |
| JR-Q17     | JR難波駅 阪     | 1.3            | 54.0         | 115.0        | 174.9        | 大阪環状線直通 | ●    | おおさか東線直通 | 大阪環状線直通 | 大阪環状線直通 | 近畿日本鉄道：A 難波線…大阪難波駅（A01） 阪神電気鉄道： 阪神なんば線…大阪難波駅（HS 41） 南海電気鉄道： 南海本線・ 高野線…難波駅（NK01） 大阪市高速電気軌道： 御堂筋線・ 四つ橋線・ 千日前線…難波駅（M20・Y15・S16） | 大阪府          | 大阪市          | 浪速区          |          |

1. 1 2 3  当線・阪和線と大阪環状線との相互直通列車は、新今宮駅 - 今宮駅間は大阪環状線の線路を走行する。
2. 1 2  奈良線の正式な起終点は関西本線木津駅だが、運転系統上は全列車が奈良駅に乗り入れる
3. 1 2  運転系統上の「高野線」を表す。

- 平城山駅・郡山駅・三郷駅・河内堅上駅・高井田駅・東部市場前駅はJR西日本交通サービスによる業務委託駅、柏原駅・志紀駅・加美駅は無人駅で、あとはすべて直営駅である。
- 駅はないが、大和小泉駅 - 法隆寺駅間で生駒郡安堵町を、法隆寺駅 - 王寺駅間で北葛城郡河合町をそれぞれ通過する。

### 過去の接続路線
- 法隆寺駅：近畿日本鉄道法隆寺線…近畿日本法隆寺駅
- 八尾駅：関西本線貨物支線（阪和貨物線）
- 天王寺駅：南海電気鉄道天王寺支線

## 鉄道高架化と新駅設置計画
奈良駅 - 郡山駅間（所在地は奈良市大森町 - 同市八条4丁目間）において鉄道高架化を進め、さらにこの区間内で、京奈和自動車道の奈良インターチェンジ（仮称）に隣接する南側付近に新駅を設置する計画がある。奈良県は、2016年7月19日付で国土交通省から都市計画事業の認可を取得した。2021年6月に工事を着手し、2028年度に完了する予定。事業認可取得時点では、2024年度までの予定であった。駅ナンバー「JR-Q35」は新駅のために欠番となっている。2024年4月14日から仮線での運行を開始した。